# Válka ve Vietnamu
Válka ve Vietnamu byl ozbrojený konflikt, vyvolaný komunistickým Severním Vietnamem, který mezi lety 1955 a 1975 probíhal na území Vietnamu a v příhraničí sousedících zemí (Kambodža a Laos). Je také známá jako druhá válka v Indočíně (1959–1975).[ve zdroji nenalezeno][chybí lepší zdroj]
Na jihu Vietnamu se jednalo o pozemní boj, na severu měl konflikt podobu bombardování a v deltě řeky Mekong šlo o říční válku (jejímž cílem byla likvidace pobřežních porostů, které sloužily nepříteli jako krytí a prostor pro léčky). Spojené státy americké a některé další země (Austrálie, Nový Zéland, Jižní Korea, Thajsko a Filipíny) se snažily bránit šíření komunismu v proamerickém jižním Vietnamu, který bojoval proti svému severnímu komunistickému sousedovi. Ten podporovaly zase státy východního bloku včetně ČSSR, která zásobovala vietnamský komunistický režim mj. municí. Významnou roli měla i partyzánská komunistická organizace Národní fronta osvobození Jižního Vietnamu (známá pod názvem Vietkong). Materiální podporu zajišťovala i komunistická Čínská lidová republika a hlavně Sovětský svaz.
Ve Vietnamské socialistické republice je tento konflikt známý jako „boj proti americké nadvládě“. Intervence USA ve Vietnamu znamenala vlastně poslední eskalaci třicetiletého ozbrojeného konfliktu, který začal v letech 1945 a 1946 odporem vietnamských komunistů a jiných skupin proti setrvání, resp. návratu francouzské koloniální nadvlády (viz válka v Indočíně). Proto se často udává i jiný začátek vietnamské války, nejčastěji rok 1957 a 1954.
Válku poznamenala hlavně internacionalizace konfliktu a rostoucí odpor v řadách americké veřejnosti. Pro zastánce války to byla jen zástupná válka, jeden z projevů napětí mezi Východem a Západem; odpůrci poukazovali na neřešitelnost celé situace, vysoký počet obětí a extrémní míru násilí postihující jak bojující strany, tak civilisty. Pro velkou část vietnamského obyvatelstva to byl zas další boj za nezávislost a práva na sebeurčení.[zdroj?] Během války vzrostla v USA popularita různých mírových hnutí, konaly se demonstrace a nakonec převážil odpor k této válce. Výsledkem války bylo, že vláda USA nakonec své vojáky stáhla, vítězem se stal Severní Vietnam a došlo k sjednocení země v jeden socialistický stát.
Válka byla vedena se značnou krutostí; trpěli vietnamští civilisté (masakr v My Lai, masakr v Hue, masakr v Dak Son, masakr v Phuoc-vinh) a bylo ničeno životní prostředí po celé zemi. USA použily proti rostlinným porostům defoliant Agent Orange, aby po odlistění přestal prales partyzánům sloužit jako bezpečný úkryt. Použity byly i další chemické látky, např. kyselina dimethylarsinová (Agent Blue) na zničení úrod rýže.

## Předehra

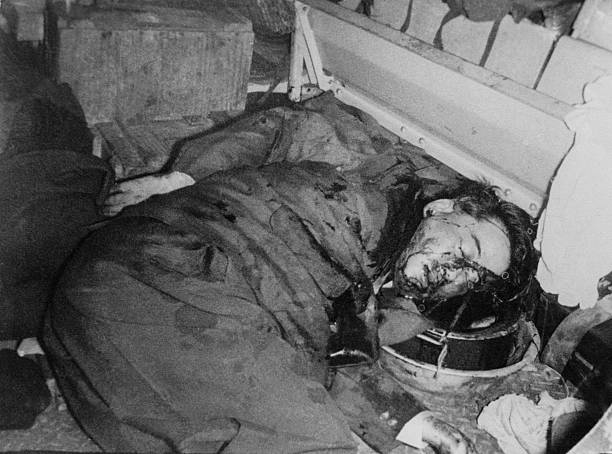
Zastřelený jihovietnamský prezident Ngô Ðình Diệm, krátce po převratu v roce 1963

Po porážce Francouzů v koloniální válce byla dosavadní celistvá Indočína roku 1954 rozdělena na Kambodžu, Laos a Vietnam. Výsledkem Ženevské konference v roce 1954 bylo rozdělení Vietnamu na dva nezávislé státy, Severní Vietnam (Vietnamská demokratická republika v čele s komunisty, hlavní město Hanoj) a Jižní Vietnam (Vietnamská republika s hlavním městem Saigonem). Obě části země byly rozděleny 17. rovnoběžkou a v průběhu dvou let se měly sjednotit po demokratických volbách v celém Vietnamu. Ty se ale nikdy nekonaly, komunisté se proto rozhodli, že zemi sjednotí silou. Na severu se komunistům, převážně díky pomoci ostatních socialistických zemí, hlavně SSSR a Číny, dařilo rychle vybudovat silnou armádu a už po dvou letech byli schopni posílat do Jižního Vietnamu instruktory, kteří cvičili partyzány nově vznikajícího Vietkongu. Ti začali se svými aktivitami v Jižním Vietnamu už koncem 50. let. Cílem jejich činnosti bylo vyvolání povstání mezi obyvateli proti saigonskému režimu a sjednocení země pod socialistickou vládou. K infiltraci do Jižního Vietnamu přitom používali tzv. Ho Či Minovu stezku: síť infiltračních cest, chodníků a jiných provizorních komunikací vedoucích ze Severního Vietnamu podél jihovietnamské západní hranice pohraničními oblastmi sousedního Laosu a Kambodže, které byly přes svou oficiální neutralitu pod plnou kontrolou severovietnamské armády (Vietnamské lidové armády – VLA) a partyzánů. Podporovalo je místní obyvatelstvo[zdroj?], které v partyzánech vidělo záchranu z bídy[zdroj?], do které uvrhla zemi vláda v Saigonu[zdroj?]. To spolu s tím, že ani jihovietnamská armáda (ARVN – Army of the Republic of Vietnam) nebyla schopná zastavit nebo potlačit partyzány, rozvířilo politickou scénu. Vůdce Jižního Vietnamu Ngô Ðình Diệm se přitom stal brzy velmi nepopulárním. Jeho desetileté účinkování na jihovietnamské politické scéně ukončil převrat skupiny armádních důstojníků, kdy byl Diem 1. listopadu 1963 zabit. Roku 1963 bylo ve Vietnamu už 16 000 Američanů, většinou vojenských poradců a jiných odborníků, kteří se bojů s partyzány přímo neúčastnili.[zdroj?]

## 1959 – vypuknutí války
V roce 1959 se komunistický vůdce Ho Či Min rozhodl podporovat ozbrojený boj na jihu země, který byl reprezentován partyzánským hnutím Vietkong. V roce 1959 Vietkong začal s většími operacemi. V roce 1960 byla na jihu ustavena Národní fronta osvobození, pod kterou spadaly úderné jednotky Vietkongu. Národní fronta osvobození usilovala o svržení vlády Jižního Vietnamu a o sjednocení celého Vietnamu pod komunistickou nadvládu. Útoky, které začaly v 1959, nadále zesilovaly. Rok 1959 se považuje za zahájení války.[chybí lepší zdroj]

## 1963
K vyostření konfliktu došlo z několika různých důvodů. Jedním z nich byla rostoucí angažovanost USA ve Vietnamu. Po svržení Ziema 1. listopadu 1963 se situace ve VR začala zhoršovat. Z pohledu Washingtonu již dlouhou dobu panovala nespokojenost se zkorumpovaným režimem Ziema, nicméně po jeho svržení se situace ještě zhoršila. Již koncem roku 1963 byly ve Washingtonu probírány alternativy vyřešení vietnamské otázky. Jako jediná možná alternativa se jevila aktivní vojenská účast.

## 1964 – vstup USA do války

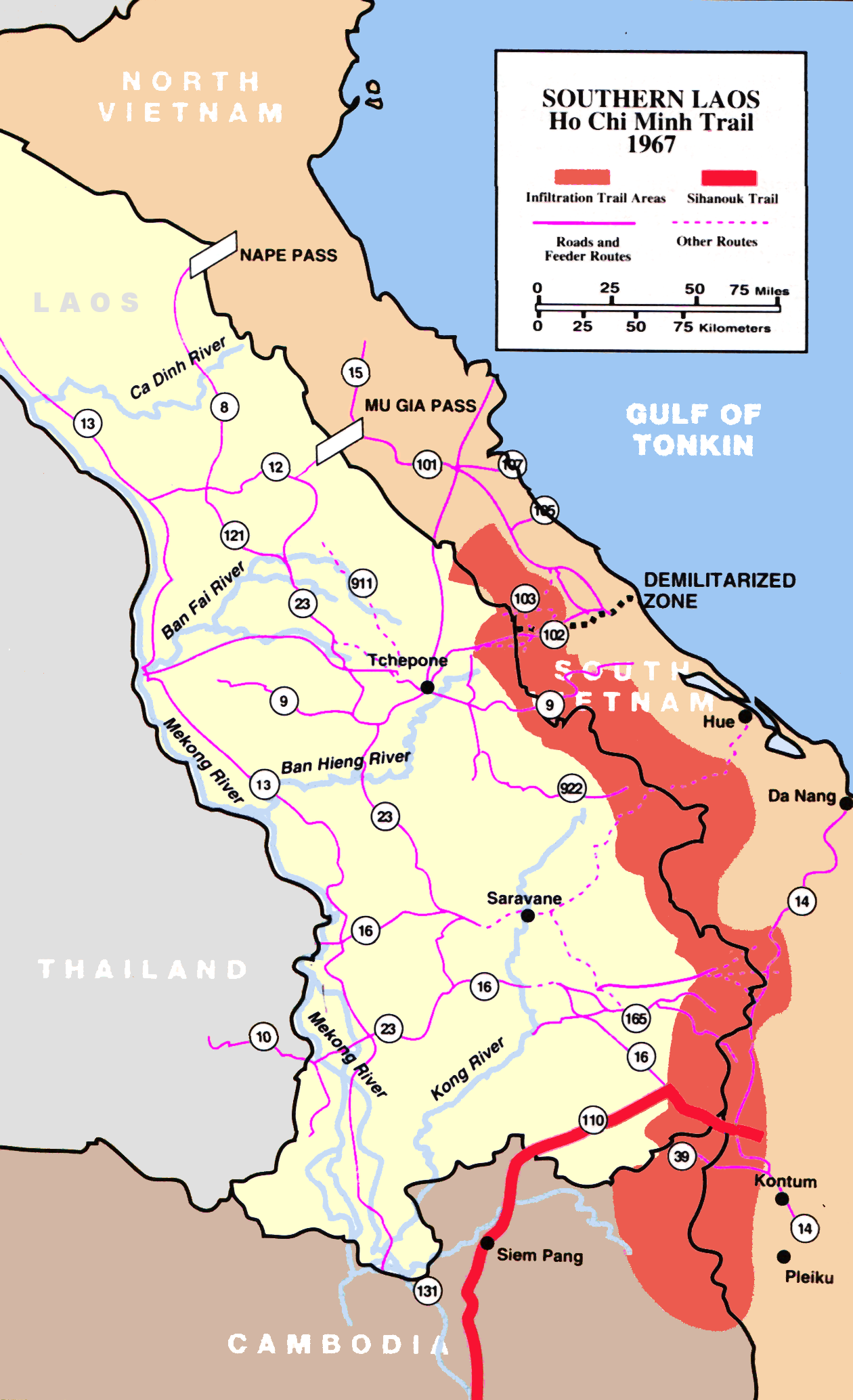
Ho Či Minova stezka

Od počátku 60. let se ukázalo, že jihovietnamské vojenské jednotky jsou na boj s Vietkongem zcela nepřipravené. Vzhledem k záruce amerického prezidenta Johna F. Kennedyho, který přislíbil pomoc udržet nezávislost Jižního Vietnamu, narůstala vojenská podpora USA.[chybí lepší zdroj] USA se – podobně jako před nimi Francouzi – soustředili na vojenské řešení a jeho problémy a opomíjeli politické aspekty konfliktu, zejména důvod, proč mají partyzáni podporu obyvatel.
Dne 30. července malé jihovietnamské komando podniklo akci, jejímž cílem bylo zničení radarových stanic poblíž pobřeží Severního Vietnamu. Akce proběhla v pohraničních oblastech a na malých ostrovech nedaleko severovietnamského pobřeží. V oblasti (ale údajně stále v mezinárodních vodách) se vyskytoval i hlídkující americký torpédoborec USS Maddox (DD-731). Dne 2. srpna byl údajně torpédoborec v Tonkinském zálivu napaden třemi torpédovými čluny severovietnamského námořnictva. Tento popis události je však v rozporu s odtajněnou interní studií NSA, kde se na straně 16 píše:
V 15:00 přikázal kapitán Herrick (velitel Maddoxu) zahájit varovnou palbu, pokud se severovietnamská plavidla přiblíží na deset tisíc yardů. V 15:05 Maddox vypálil tři salvy na výstrahu komunistickým člunům. Tato úvodní akce nebyla nikdy zmíněná Johnsonovou administrativou, která trvala na tom, že vietnamské lodě střílely jako první. Maddox s leteckou podporou jeden člun potopil a dva poškodil, přičemž sám neutrpěl žádné ztráty či zranění.[zdroj?]
Dne 4. srpna Maddox spolu s dalším torpédoborcem USS Turner Joy (DD-951) zhruba dvě hodiny ostřelovaly radarové cíle, které považovaly za severovietnamské torpédové čluny. Pravděpodobně šlo pouze o rušení bouřkou a mylné vyhodnocení signálů radaru. Vietnam jakoukoli vojenskou akci dodnes popírá, přičemž podle nedávno odtajněných amerických materiálů byl incident záměrně vymyšlen tehdejším americkým ministrem obrany McNamarou. Prezident Lyndon Johnson údajně v roce 1965 v soukromí přiznal pochybení, že „pokud ví, tak námořnictvo střílelo na velryby“. V roce 2005 byly zveřejněny v USA tajné dokumenty o válce ve Vietnamu, z nichž vyplynulo, že údaje o útoku 4. srpna byly zkreslené.
Americký prezident Lyndon Johnson nejprve varoval Hanoj před nevyprovokovanými útoky. Po druhém incidentu schválil jednorázové letecké údery na cíle v Severním Vietnamu a vystoupil v televizi s projevem k národu. Pro Spojené státy tento druhý incident, který byl sporný, sloužil k zahájení odvetných náletů na severovietnamská města.
Dne 5. srpna podnikly první nálet letecké síly jihovietnamského letectva společně s americkými letadly, která startovala ze tří letadlových lodí v Jihočínském moři. 7. srpna schválil Kongres USA rezoluci o Tonkinském zálivu, která prezidenta opravňovala k „použití síly na pomoc obraně svobody kteréhokoli státu SEATO“. Zatímco se boje v Jižním Vietnamu pomalu stupňovaly, přešlo koncem roku 1964 Ho-Či-Minovou stezkou více než 10 000 vojáků VLA, aby podpořili partyzánské jednotky na jihu.[zdroj?]
Nikita Chruščov zaujal během prvních dní a týdnů od incidentu v Tonkinském zálivu pasivní postoj. Chruščov byl stále silně přesvědčený, že nehodlá zhoršovat napjaté vztahy s USA. Zlom nastal 14. října, kdy byl Chruščov svržen a nahrazen novým komunistickým vedením v čele s Leonidem Brežněvem. Nové komunistické vedení zkritizovalo Chruščovovu zahraniční politiku a místo pasivního přístupu se rozhodlo k aktivní politice vůči Západu.

## 1965

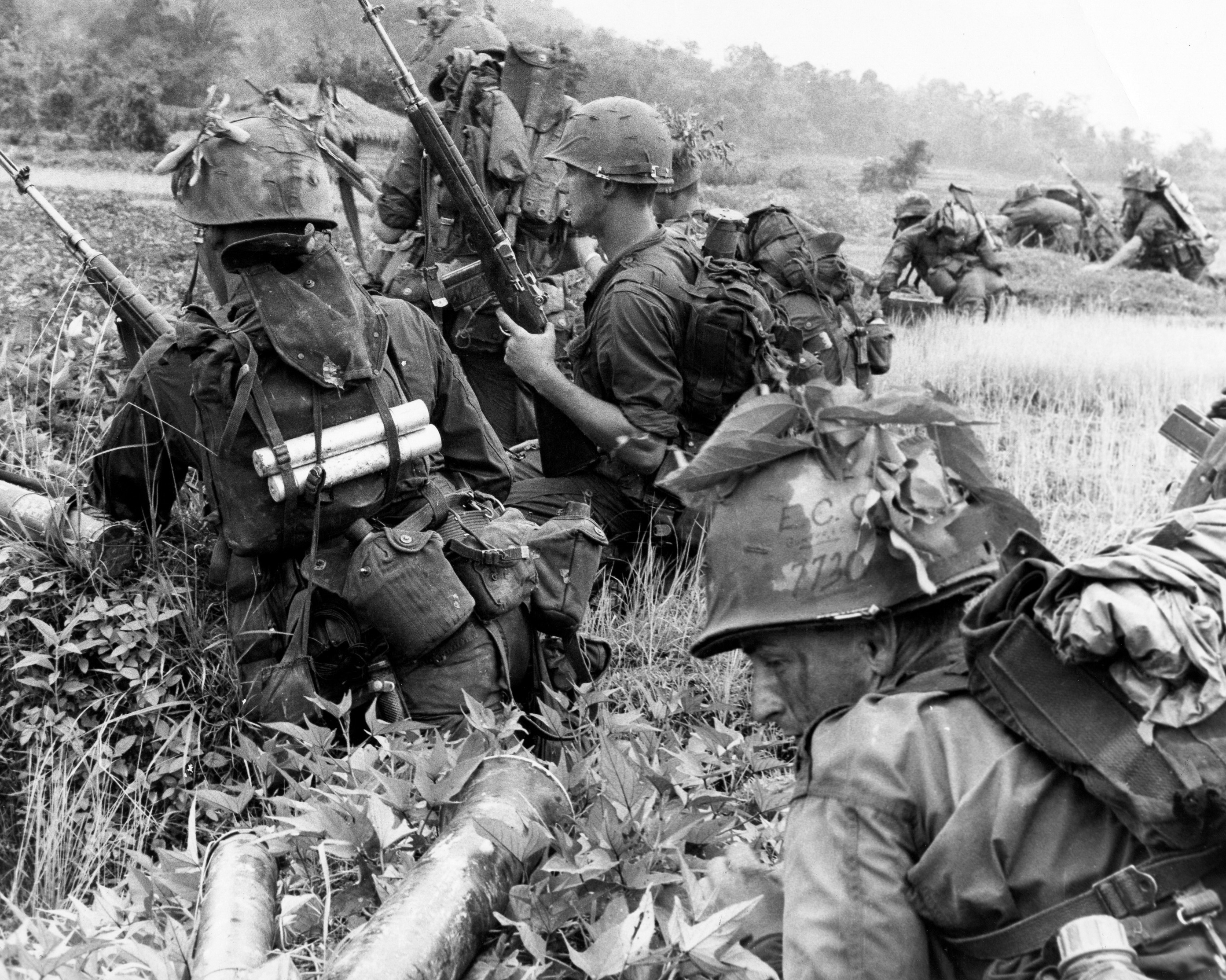
Americká námořní pěchota ve Vietnamu roku 1965

Začátkem roku 1965 bylo v Jižním Vietnamu už 170 000 partyzánů. Komunisté pochopili, že už nemají čas, a pokud se nechopí iniciativy, bude Jih plný amerických vojáků. Jejich plán útoku počítal s útokem z hornaté oblasti Centrální vysočiny, kterou kontrolovali už delší dobu, rozdělením Jižního Vietnamu na dvě části po dosažení mořského pobřeží a likvidací zbylých ohnisek odporu. První americké bojové jednotky, jež dorazily do Vietnamu 22. února 1965, byly oddíly námořní pěchoty, které zajistily důležitou oblast letiště Da Nang. Tam se už delší dobu nacházely jednotky letectva.[zdroj?]
Mezitím sovětské vedení muselo přijmout fakt, že pokud se nebudou snažit znovu dobýt své pozice vlivu ve Vietnamu, tak je již plně nahradí Čína. Během návštěvy sovětského premiéra Alexeje Kosygina v Hanoji v únoru 1965. Desátého února byla podepsána smlouva o zlepšení vietnamského obranného potenciálu. Na nátlak sovětského velitele vzdušných jednotek Konstantina Veršinina, který se účastnil jednání, byla do smlouvy zahrnuta potřeba poslání raket země-vzduch, stíhacích letounů a technických expertů, aby se mohli bránit americkým
náletům. Kromě toho byla vyslána skupina 1 500 sovětských technických a vojenských poradců.
Komunisté potom 11. května odstartovali ofenzívu, když zničili jednotky jihovietnamské armády v provincii Phuoc Long severně od Saigonu. Jejich poměrně dobrý plán ale spoléhal na to, že jim nebudou Američané klást odpor. Americké velení se však rozhodlo energicky obklíčit jednotkami, které právě přišly ze Spojených států, rozsáhlé oblasti Centrální vysočiny, ve kterých se vyskytovalo v té době mnoho partyzánů. Hlavní úlohu v nastávajících bojích měla sehrát 1. jízdní divize. To byla nově vytvořená jednotka, která dosud neměla ve světě obdoby. Jejích 440 vrtulníků bylo schopných v průběhu jednoho výsadku přemístit až 2500 plně vyzbrojených pěšáků.[zdroj?]
14. listopadu byla vyslána 7. kavalérie pod velením podplukovníka Moora zajistit údolí Ia Drang, nad kterým se vypínal hraniční kopec Chu Pon. Američané netušili, že kopec protkaný sítí tunelů je základnou VLA. Severovietnamci byli zhruba v desetinásobné početní převaze, pustili se neohroženě do boje. 7. kavalérie se dostala do obklíčení, avšak vytrvale se bránila celý den a noc. Ranění američtí vojáci byli odsouváni vrtulníky, které též přivážely munici a poskytovaly vojákům krytí. Na podporu obklíčeným bylo použito i dělostřelectvo a letectvo, strategické bombardéry B-52 tak byly na přímou podporu jednotek použity poprvé. Severovietnamci si uvědomili, že nemohou nepřítele porazit a stáhli se do Kambodže, kam je Američané nesměli pronásledovat a pronásledování ukončili na vietnamsko-kambodžských hranicích. Dle amerických odhadů padlo cca 1 645 Severovietnamců (severovietnamské odhady uvádí 559 padlých), Američané ztratili 237 vojáků a měli 258 raněných (severovietnamské údaje uvádí 1 500 – 1 700 mrtvých a raněných Američanů). Američané tímto útokem zastavili postup partyzánů a VLA Centrální vysočinou. Konflikt v údolí Ia Drang je ústředním námětem filmu Údolí stínů (v orig. We Were Soldiers), jehož scénář vznikl podle vzpomínkové knihy přímých účastníků střetu.[zdroj?]

## 1966

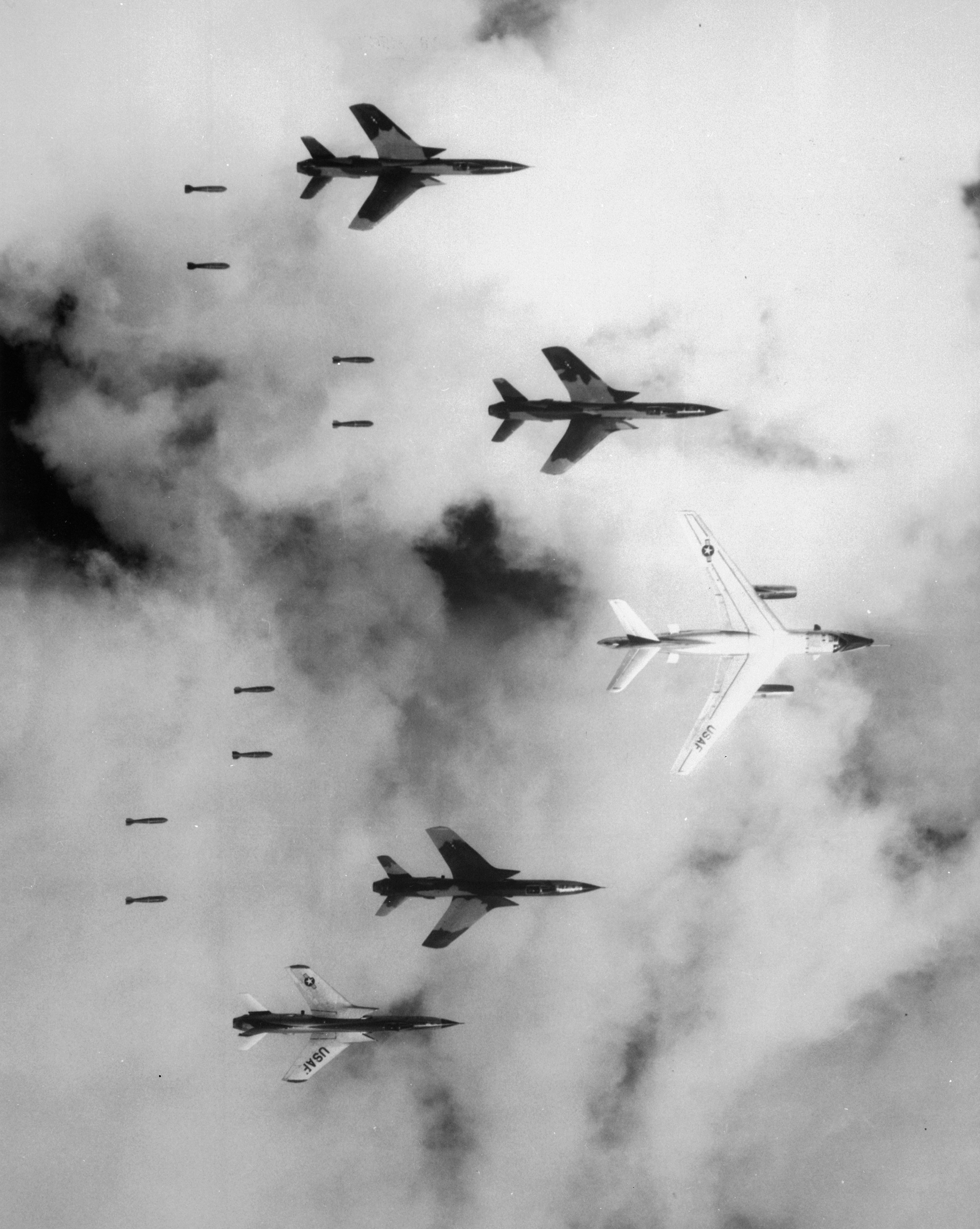
F-105 a B-66 při náletu na Severní Vietnam během Operace Rolling Thunder

Dílčí úspěchy ale neznamenaly konečné vítězství, neboť ARVN byla v rozkladu a polovinu venkovských oblastí kontrolovali partyzáni. Generál Westmoreland, který byl v té době velitelem amerických vojsk ve Vietnamu, byl přesvědčený, že nepřátelům se nesmí nechat čas na obnovení sil, a od začátku roku 1966 vedl agresivní útočné operace. Ke konci roku bylo ve Vietnamu více než 300 000 amerických, 50 000 jihokorejských a australských vojáků.[zdroj?]

### Bombardování severu
Spolu s boji v Jižním Vietnamu, který se marně snažil vyhnat partyzány a jednotky VLA ze svého území, probíhaly i nálety na Severní Vietnam a v podobné míře i na pohraniční oblasti neutrální Kambodže a Laosu, kudy vedla zásobovací Ho-Či-Minova stezka. Bombardování však bylo vedeno neefektivním způsobem. Vojenští experti a poradci amerického prezidenta totiž vymysleli množství omezení, aby nevyprovokovali válku s Čínou – neútočilo se proto v blízkosti hranic. K omezení útoků na civilní cíle vedlo VDR k výstavbě protileteckých zbraní třeba v blízkosti škol. Do poloviny 70. let měla Vietnamská demokratická republika nejdokonalejší protiletadlovou obranu na světě. Nálety však pokračovaly, od roku 1965 s přestávkami až do roku 1973. Za 8 let přinesly smrt více než 100 000 civilistům a způsobily obrovské materiální škody.

## 1967

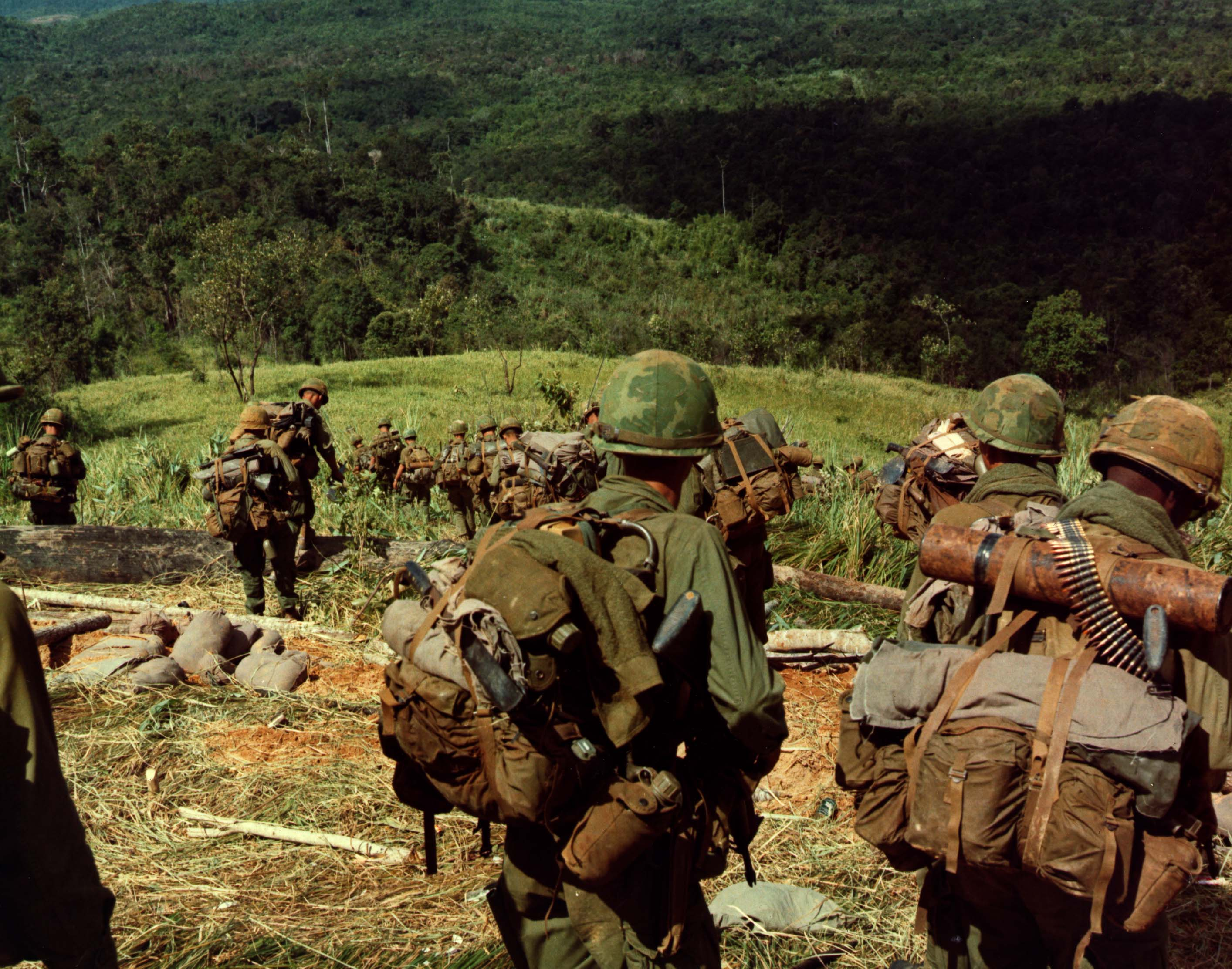
Američtí pěšáci na kótě 742 během bitvy o Dak To v listopadu 1967

K obrovským ztrátám na životech došlo ovšem také v Jižním Vietnamu. V lednu 1967 obklíčily jednotky americké a jihovietnamské armády oblast tzv. „železného trojúhelníku“ na západ od Saigonu. Oblast se Američané snažili marně dobýt už delší dobu. V této opevněné oblasti se ukrývalo velké množství partyzánů a byly odtud často podnikány útoky proti Saigonu. V průběhu několika dní americké a jihovietnamské jednotky oblast obsadily, padlo při tom 78 Američanů a asi 700 partyzánů, dalších 400 jich bylo zajato. Nečekaný útok sice partyzány zaskočil, ale ti neztratili duchapřítomnost a převážná většina z nich se stáhla z oblasti bez boje. Americké jednotky asi měsíc prozkoumávaly oblast, ničily bunkry a sklady, ale nakonec z oblasti odešly, čímž dovolily partyzánům vrátit se. V téže době navrhly USA vietnamské straně jednání o míru. Komunisté je odmítli. USA obnovily nálety, přičemž pomoc Jižnímu Vietnamu poskytlo i Thajsko, které vyslalo 3 000 vojáků a poskytlo svoje letecké základny. Od roku 1965 byl tedy patrný čím dál větší příklon vietnamského komunistického vedení VDR k Moskvě na úkor Pekingu. Vyspělost čínské vojenské techniky nemohla konkurovat té sovětské. Zejména po zintenzivnění amerických náletů na Ho Či Minovu stezku, průmyslová centra severu a důležité přístavy se velmi osvědčila moderní sovětská protiletecká obrana.[zdroj?]

## Odpor proti válce v USA

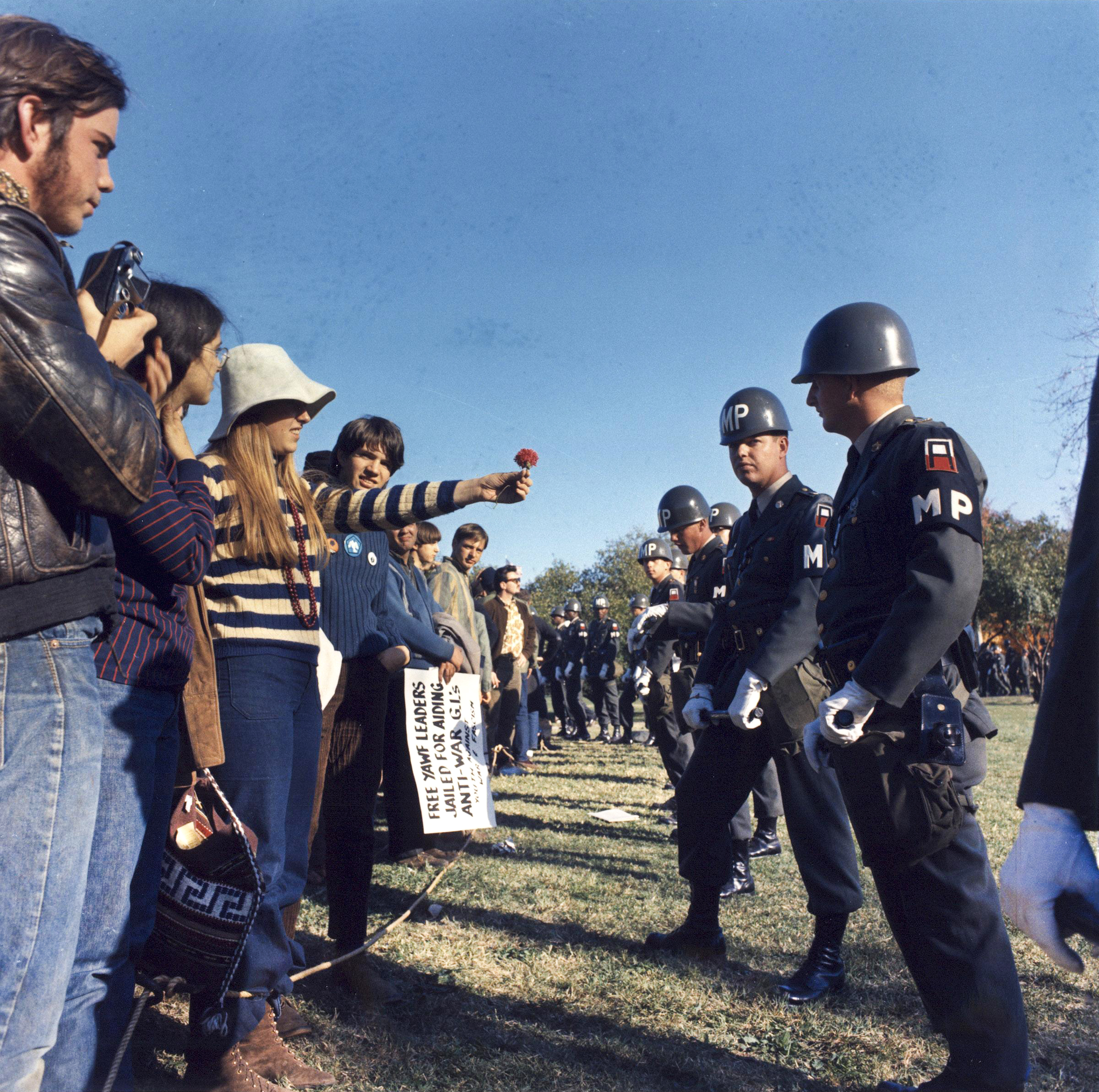
Mladí Američané protestují proti válce před budovou Pentagonu v roce 1967

V prvních letech války většina americké veřejnosti podporovala vojenskou intervenci ve Vietnamu a v průzkumu veřejného mínění z ledna 1967 si pouze 32 % Američanů myslelo, že Spojené státy udělaly chybu, když vyslaly své vojáky do Vietnamu. Pod vlivem rostoucích amerických ztrát i pod vlivem amerických médií, která veřejnost o válce otevřeně informovala, začal růst odpor americké veřejnosti proti válce a v roce 1970 válku podporovala pouze třetina Američanů. V USA se od poloviny 60. let rozmohly spolu s hippies pacifistická hnutí, která vystupovala ostře proti veškerým konfliktům a hlavně samozřejmě i proti vietnamské válce. To postupně pomáhalo zvyšovat odpor k válce, hlavně mezi mládeží. Ten zesílil nejvíce po masakru v My-lai z března 1968, kde američtí vojáci brutálně znásilnili, umučili a vyvraždili mezi čtyřmi a pěti sty obyvateli stejnojmenné vesnice.
Do Vietnamu bylo posíláno stále více Američanů. Koncem roku 1967 jich zde bylo 463 000, z toho větší část tvořili povolaní branci ve věku 18 a 19 let. Proti válce proběhlo několik velkých demonstrací po celém světě; rozsáhlých shromáždění ve Washingtonu se účastnily desetitisíce lidí; mnohdy až statisíce (např. v roce 1969). Velká část Američanů začala válku považovat za chybu a žádala její rychlé ukončení.[zdroj?]
Na demonstracích před Bílým domem protestující mládež mávala i vlajkami Vietkongu a své krajany bojující ve Vietnamu označovala za válečné zločince. Převažovala však hesla žádající mír a stažení jednotek. (například anglicky "Draft Beer, not boys", „Hell no, we won't go“, „Make love, not war“, „Eighteen today, dead tomorrow“, či „LBJ – pull out like your old man should have!“)[zdroj?]
Právě díky vlivu médií a nátlaku veřejnosti však bylo ukončení války do jisté míry urychleno. Mediální teoretik Marshall McLuhan o válce ve Vietnamu dokonce prohlásil následující: „Televize přenesla brutalitu války do pohodlí obývacího pokoje.“[zdroj?]
V roce 1971 poprvé vyšla protestní kniha Anarchistická kuchařka od Williama Powella.[zdroj?]

## Pentagon Papers
17. června 1967 ministr obrany Robert McNamara vytvořil tajnou 36člennou skupinu tvořenou jak vojáky, tak akademickými historiky a analytiky, a to za účelem popsat Vietnam od konce druhé světové války do současnosti, zejména z pohledu války ve Vietnamu. Během půlroční snahy vznikla 7000stránková kompilace předchozích vládních dokumentů i původních analýz, označená nálepkou „citlivé“. Do skupiny se v roce 1969 dostal i Daniel Ellsberg, kterému se během následujících měsíců podařilo většinu materiálů okopírovat a nakonec dosáhl jejich zveřejnění v New York Times v roce 1971. Američané se tak mohli dozvědět o záměrné eskalaci konfliktu ze strany jejich země, záměrného rozšíření války do Laosu (viz operace CIA v Laosu) a Kambodže, ale hlavně, že jim všechny prezidentské administrativy mezi lety 1945–1967 v kontextu vztahů mezi USA a Vietnamem v té či oné formě lhaly.

## 1968

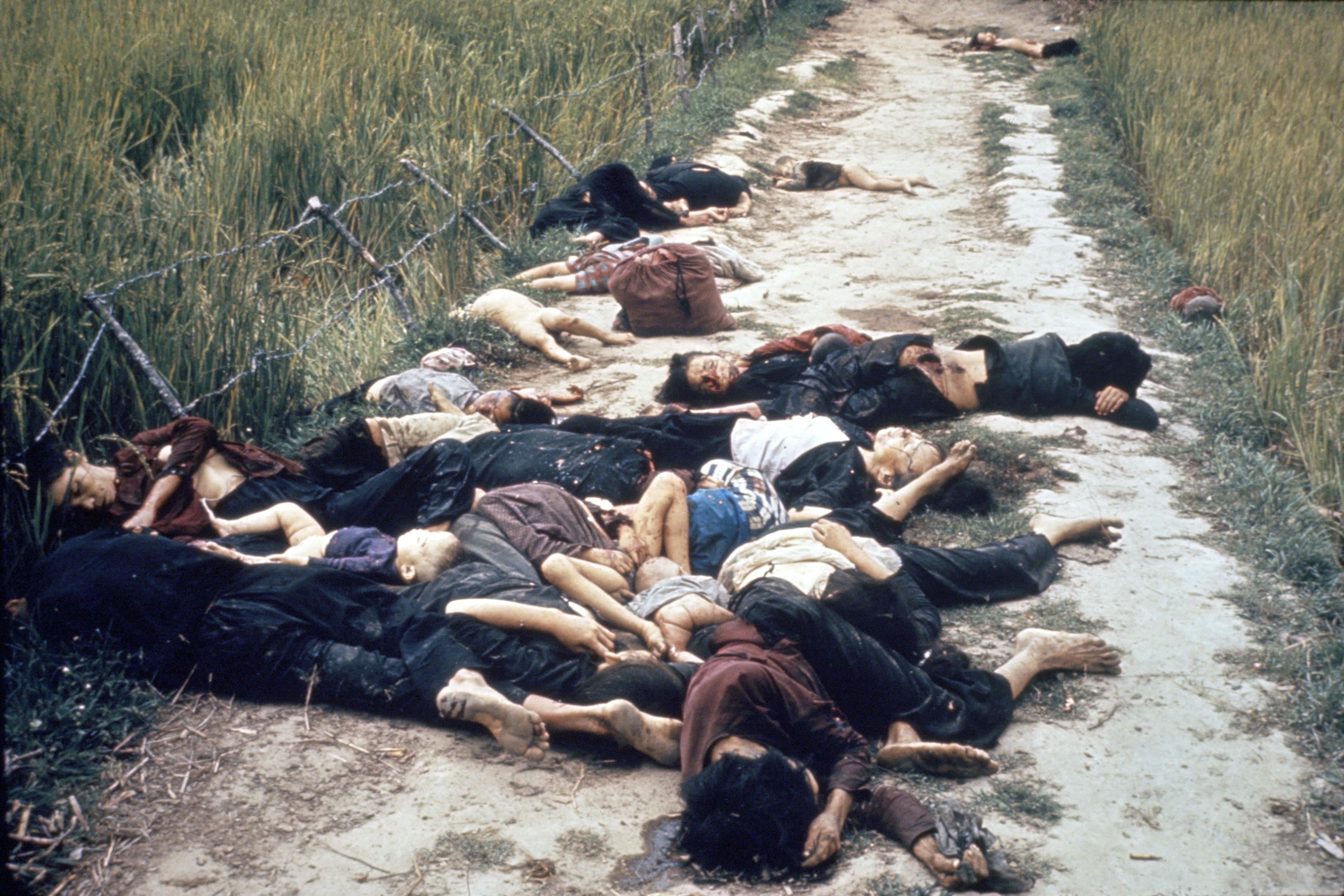
Masakr v My Lai, který spáchala americká armáda

Právě v této rozporuplné době začalo hanojské politbyro plánovat novou ofenzívu, která by vyhnala Američany ze země. Severovietnamci naplánovali novou ofenzívu na svátky Tet, vietnamský Nový rok – největší svátek v roce. Cílem bylo vyvolání rozsáhlého povstání v celém Jižním Vietnamu, které by vedlo k dobytí Saigonu a fakticky tím ukončilo válku. Rozsáhlá ofenzíva, která americkou a jihovietnamskou armádu zaskočila, byla na poslední chvíli odražena, přičemž protivník utrpěl těžké ztráty. Přestože ofenziva po vojenské stránce ztroskotala, byla politickým vítězstvím Severního Vietnamu. Měla silný vliv na americké veřejné mínění a tím přispěla k pozdějšímu stažení USA z konfliktu.[zdroj?]
Vietkong byl po těžkých bojích zdecimován. Do konce roku 1968 už ve Vietnamu neproběhlo žádné větší ozbrojené střetnutí. To ale neznamenalo, že vojáci dále neumírali v nesmyslných přestřelkách v džungli, palbou odstřelovačů či při drtivých útocích amerického letectva. Partyzáni se soustředili na kladení min a partyzánské přepady. Dále se pokoušeli udržet si alespoň ty oblasti, které měli pod kontrolou před ofenzívou Tet.[zdroj?]

## 1969

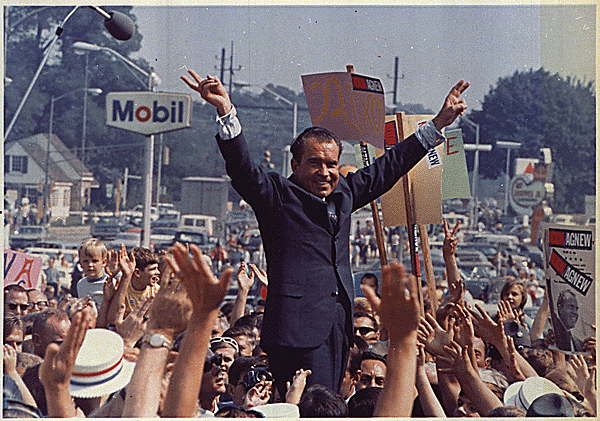
Richard Nixon během své volební kampaně sliboval stažení sil z Vietnamu

Nový americký prezident Richard Nixon začal se stahováním amerických jednotek, ale nebyl svým způsobem ochotný válku ukončit. Jeho cílem bylo vytvořit jihovietnamskou armádu, která by byla schopná bojovat sama (tzv. vietnamizace války).[zdroj?]
30. dubna 1969 dosáhl počet amerických vojáků ve Vietnamu svého vrcholu, nacházelo se tam 543 000 vojáků. V zemi byla rozmístěna většina amerických ozbrojených sil. Jakékoli další zvyšování počtu vojáků by si vyžádalo povolání strategických záloh, čímž by se vyrovnalo některému ze dvou předešlých světových konfliktů. Od tohoto momentu se začal počet amerických vojáků v oblasti snižovat.[zdroj?]

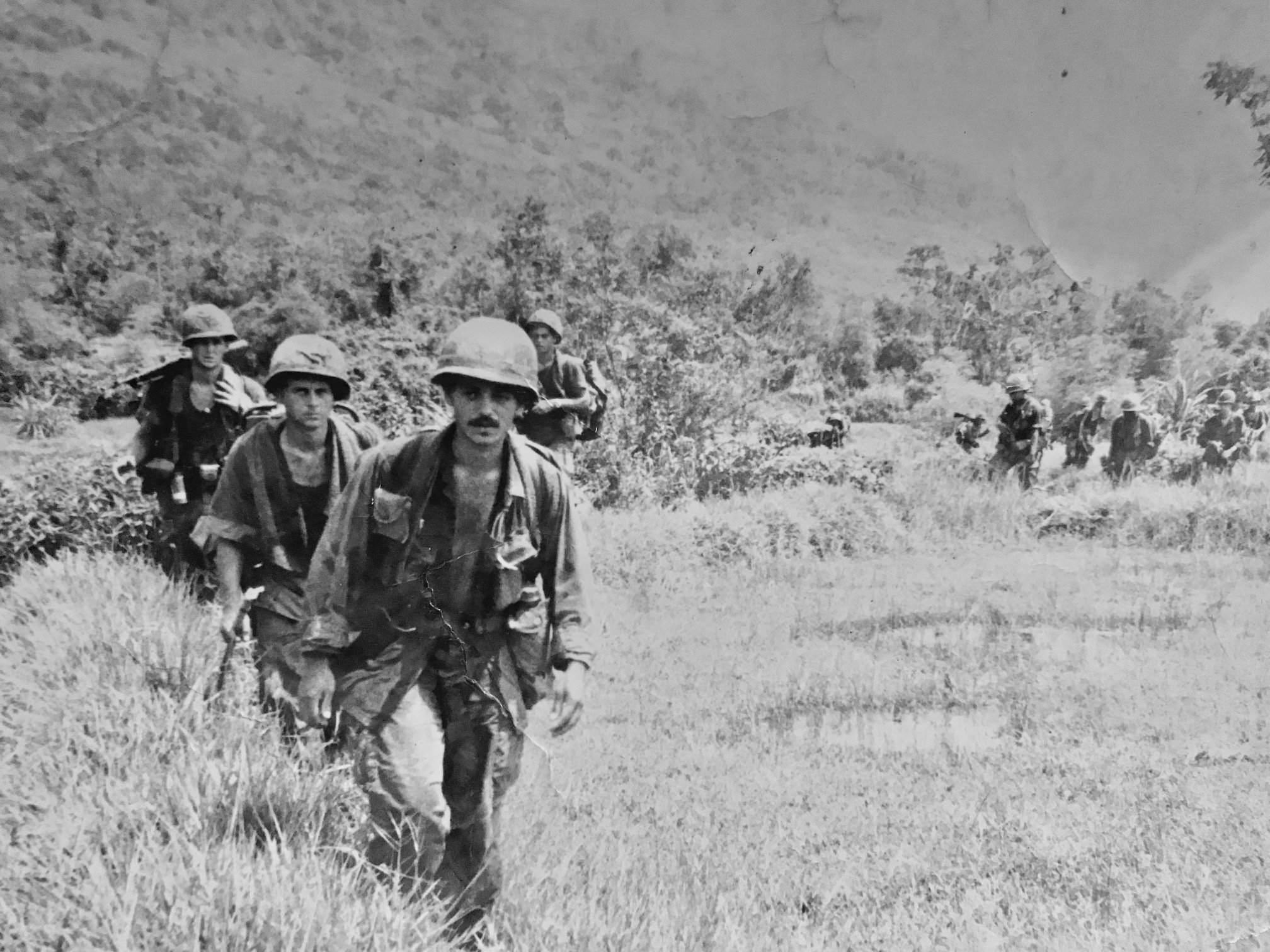
Američtí vojáci ve Vietnamu v květnu 1969

Rok 1969 byl na bojové operace v porovnání s předešlými poměrně pokojný. V květnu proběhl v blízkosti údolí A Shau desetidenní boj o kótu 937, kterou se snažily dobýt jednotky 503. a 506. pluku 101. výsadkové divize. Při boji došlo k nepříjemnému omylu, když vrtulníky vzdušného dělostřelectva spustily v nepřehledném terénu palbu do vlastních jednotek, zabily 2 a zranily 35 amerických vojáků. Tím pomohly nepříteli odrazit probíhající útok amerických výsadkářů. Postup k vrcholu byl zdlouhavý, převážně kvůli komplikovanému terénu a odhodlání obrany nepřítele. Kopec byl protkán tunely a partyzáni byli proto schopni každou noc přivážet posily a odvážet raněné. Palebné bunkry jim přitom poskytovaly solidní ochranu dokonce i před útoky letectva a dělostřelectva. Americké jednotky na kopec vychrlily 450 tun bomb a 68 tun napalmu, ke konci boje již byl celý vrchol kompletně odlesněn. Většina vojáků VLA se poslední noc bojů stáhla. Temeno kopce bylo dobyto 20. května, američtí vojáci ho pojmenovali „Hamburger Hill“ (podle toho, že boje na něm dělaly z vojáků hamburgery). Boje o něj stály život 47 Američanů, dalších 372 bylo raněno. Ztráty druhé strany činily podle počtů US Army 630 mrtvých vojáků VLA, 7. a 8. prapor 29. pluku VLA byly prakticky zničeny. Americké jednotky na vrcholu nasedly do vrtulníků a odletěly na základnu, dovolily tak Severovietnamcům znovu obsadit kopec bez boje.[zdroj?]
2. září zemřel Ho Či Min, vůdce vietnamské revoluce, a ve své závěti přikazoval pokračovat v boji proti imperialistům až do vítězného konce.[zdroj?]
15. listopadu se uskutečnila největší protiválečná demonstrace v historii USA, zúčastnilo se na ní 250 000 demonstrantů. Mnoho protestujících proti válce vzešlo z řad vracejících se vojáků, kteří byli zklamáni z toho, jakým způsobem se válka ve Vietnamu vede. V té době povinná vojenská služba v USA trvala 1 rok, po tom se každý branec mohl rozhodnout, zda si ji nechce prodloužit o další rok, nebo se vrátí domů. Armáda bojující ve Vietnamu tak vlastně nebyla jedna, ale rovnou osm různých armád, protože jen velmi málo vojáků si prodlužovalo svou povinnost. Nedostatkem zkušených vojáků trpěly hlavně bojové jednotky, nezkušeným nováčkům většinou nikdo nepomáhal a ti se museli prokousat stejnými problémy jako jejich předchůdci. Do konce roku 1969 odešlo z Vietnamu 115 000 amerických vojáků, do té doby už překročily americké ztráty 40 000 padlých. Úloha ochraňovat Jižní Vietnam přešla na půlmilión vojáků jihovietnamské armády – začala tzv. „vietnamizace“.[zdroj?]

## 1970

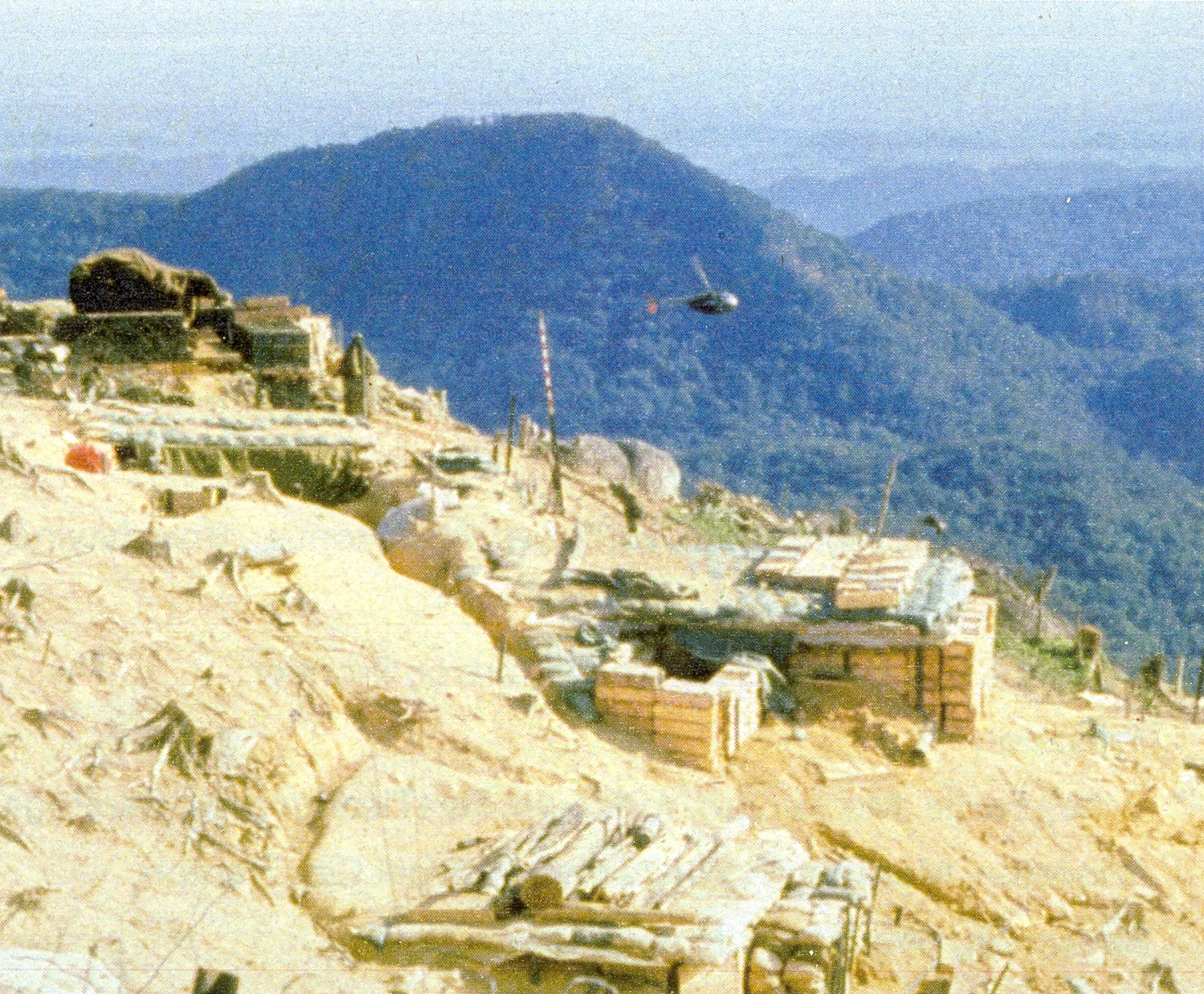
Americká základna FSB Ripcord v provincii Thua Thien-Hue byla v červenci 1970 měsíc v obležení

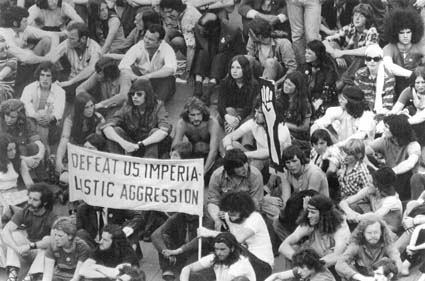
Protest proti „americké imperialistické agresi“ ve Vietnamu, Melbourne v Austrálii roku 1970

Jedním ze strategických tahů Američanů bylo v dubnu roku 1970 překročení kambodžsko-vietnamských hranic a útok na část Kambodže, kudy procházela Ho-Či-Minova stezka. Její blokování mělo částečně ztížit postavení partyzánům odříznutým na jihu.[zdroj?]
V samotných Spojených státech způsobilo rozšíření bojových operací na Kambodžu velké nepokoje. Při jedné studentské protestní akci na univerzitě Kent State ve státě Ohio byli Národní gardou zastřeleni čtyři studenti a devět jich bylo vážně zraněno. Při této akci házel dav studentů na bezpečnostní složky kameny a kusy betonu a zápalnými lahvemi zapálili jednu univerzitní budovu. Podle slov členů Národní gardy použili její příslušníci zbraně, protože „cítili, že jejich životy jsou v nebezpečí“. Podle velitele jednotky Národní gardy hrozilo vojákům zabití, vzhledem k velikosti kamenů a blízkosti těch, kdo je házeli. Podle amerického časopisu Newsweek však zastřelení a zranění studenti příslušníky Národní gardy ve chvíli střelby nijak neohrožovali. Navíc gardisté studenty nevarovali a neposkytli zraněným studentům žádnou pomoc ani se nepostarali o mrtvá těla, nýbrž místo incidentu opustili. Na základě vyhlášeného výjimečného stavu byla Národní garda oprávněna použít zbraně jen v případě svého skutečného ohrožení. Následně bylo dočasně uzavřeno 400 vysokých škol po celých USA, čímž se však nepokoje mezi studenty neutišily.[zdroj?]
Aby upokojil veřejné mínění, oznámil prezident Nixon, že americké jednotky proniknou jen 40 km do vnitrozemí Kambodže, jakož i to, že se po čase stáhnou zpět do Vietnamu. Toho využili partyzáni a okamžitě se stáhli za toto 40 km pásmo, kde byli v bezpečí. Při bojích v Kambodži padlo okolo 350 amerických vojáků. Ve stejném období partyzáni jako odvetu zabili v Jižním Vietnamu při různých útocích 450 civilistů.[zdroj?]
Spolu s odchodem z Kambodže probíhalo i stahování amerických vojsk z Vietnamu, v jednotkách klesala morálka, nikdo nechtěl být posledním padlým Američanem ve válce. Stále více starostí o ochranu země přecházelo na bedra ARVN. Stoupal počet jejích vojáků, ale jejich odhodlání bojovat bylo dost nízké. Vysokou bojeschopnost srovnatelnou s americkými jednotkami si udrželo jen několik málo divizí.[zdroj?]
Ve Vietnamu se nacházelo koncem roku 1970 přes 380 000 amerických vojáků. Pokračovaly též odvetné nálety na Laos, Kambodžu a Severní Vietnam. Prezident Nixon varoval Hanoj, že intenzita náletů se zvýší, pokud budou útoky na Jižní Vietnam nadále pokračovat.[zdroj?]

## 1971

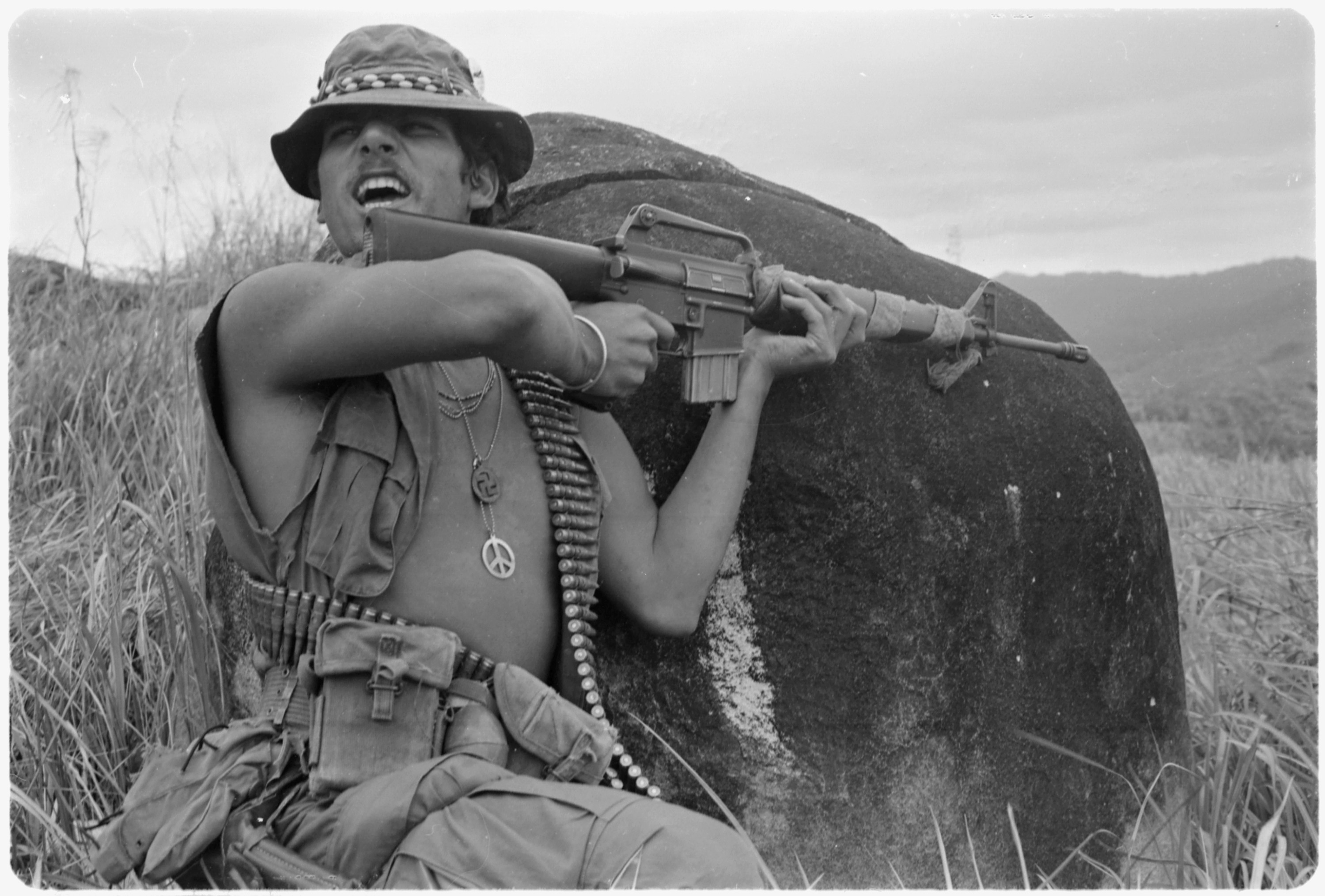
Americký voják ve Vietnamu v roce 1971

V následujícím roce proběhla invaze do Laosu, jíž se už neúčastnili žádní američtí pěšáci, asistovali jen letci a posádky vrtulníků, kteří pomáhali při bojích jihovietnamské armádě. Severovietnamci ale využili blízkost svých základen a vrhli do boje všechno, co měli. Jihovietnamci se nakonec z Laosu předčasně stáhli za vysokých ztrát. Americká 1. aeromobilní divize za měsíc ztratila 580 vrtulníků, z toho 225 v boji.[zdroj⁠?!]
Ve stejné době komunisté v Severním Vietnamu intenzivně zbrojili. Svou armádu vyzbrojovali novými tanky a dělostřelectvem. Byla to doslova těžká výzbroj, v porovnání s tím co nasadili proti Američanům v předešlém období. Začaly též přípravy nové ofenzívy, která měla začít na jaře roku 1972.[zdroj⁠?!]

## 1972

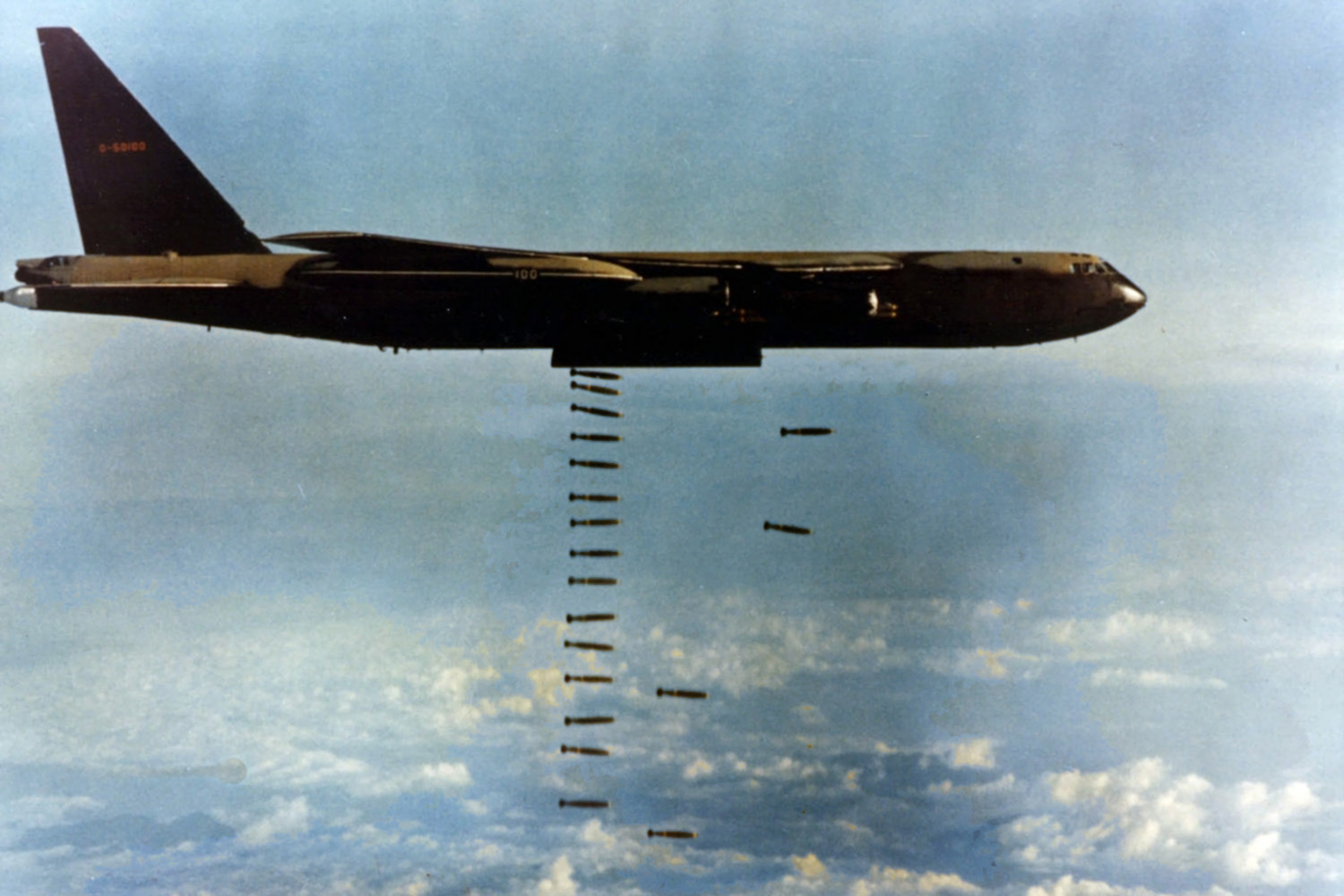
B-52 bombarduje Severní Vietnam během Operace Linebacker II, prosinec 1972

30. března zaútočilo 15 divizí, teď už převážně VLA, na jih ze všech stran – tedy z Kambodže, Laosu jako i přes demilitarizovanou zónu (hranici obou Vietnamů, na které se do té doby nebojovalo). Útok hlavně díky masivnímu nasazení tanků postupoval poměrně úspěšně. Jednotky ARVN, které bránily demilitarizovanou zónu, byly poraženy. 29. dubna padlo do rukou komunistů po těžkých bojích strategické město Quang Tri, největší jihovietnamské město ležící severně od Hue. Po jeho pádu se po cestě č. 1 hrnuli do zdánlivého bezpečí k Hue tisíce civilistů utíkajících před boji. VLA ale cestu přeťala a začala ji po celé délce ostřelovat. Zahynulo okolo 2000 civilistů.[zdroj?]
Američané nebyli ochotni nečinně přihlížet postupu komunistů. Okamžitě po počátku ofenzívy spustili nejintenzivnější bombardování Severního Vietnamu za celou válku. Nálety byly vedeny poprvé opravdu efektivně a bez omezení. Ruku v ruce s tím byly přímo podporovány i jednotky ARVN. Tak se postupně komunistická ofenzíva zpomalovala, až se nakonec zastavila. Jihovietnamci nejistě, ale přece jen přešli do protiútoku a dobyli zpět většinu země. Quang Tri znovu dobyli 14. září. Ofenzíva stála komunisty 100 000 padlých, Jižní Vietnam postrádal 40 000 vojáků.[zdroj?]
V průběhu intenzivní letecké války nad Severním Vietnamem se znovu rozpoutaly masové protesty proti válce. V tomto období byly při jednom z náletů amerického a jihovietnamského letectva shozeny bomby na civilní obyvatelstvo. Známé záběry popálených a vystrašených dětí vybíhajících ze zasažené osady se staly jedněmi ze smutných obrazů války.[zdroj?]
Spojené státy měly absolutní převahu ve vzduchu. Denně byla přefotografovávána bojiště, snímky se ihned porovnávaly a vyhodnocovaly. Uvádí se[kým?], že stačilo, aby nějaký keř byl přemístěn o deset metrů a druhý den byla přesně na to místo shozena bomba. Přesto ani tato technická převaha nepomohla a potvrdila se základní taktická poučka: „Dokud na území nevstoupí noha pěšáka, území není dobyto“.[zdroj?]

## Konec války (1973–75)

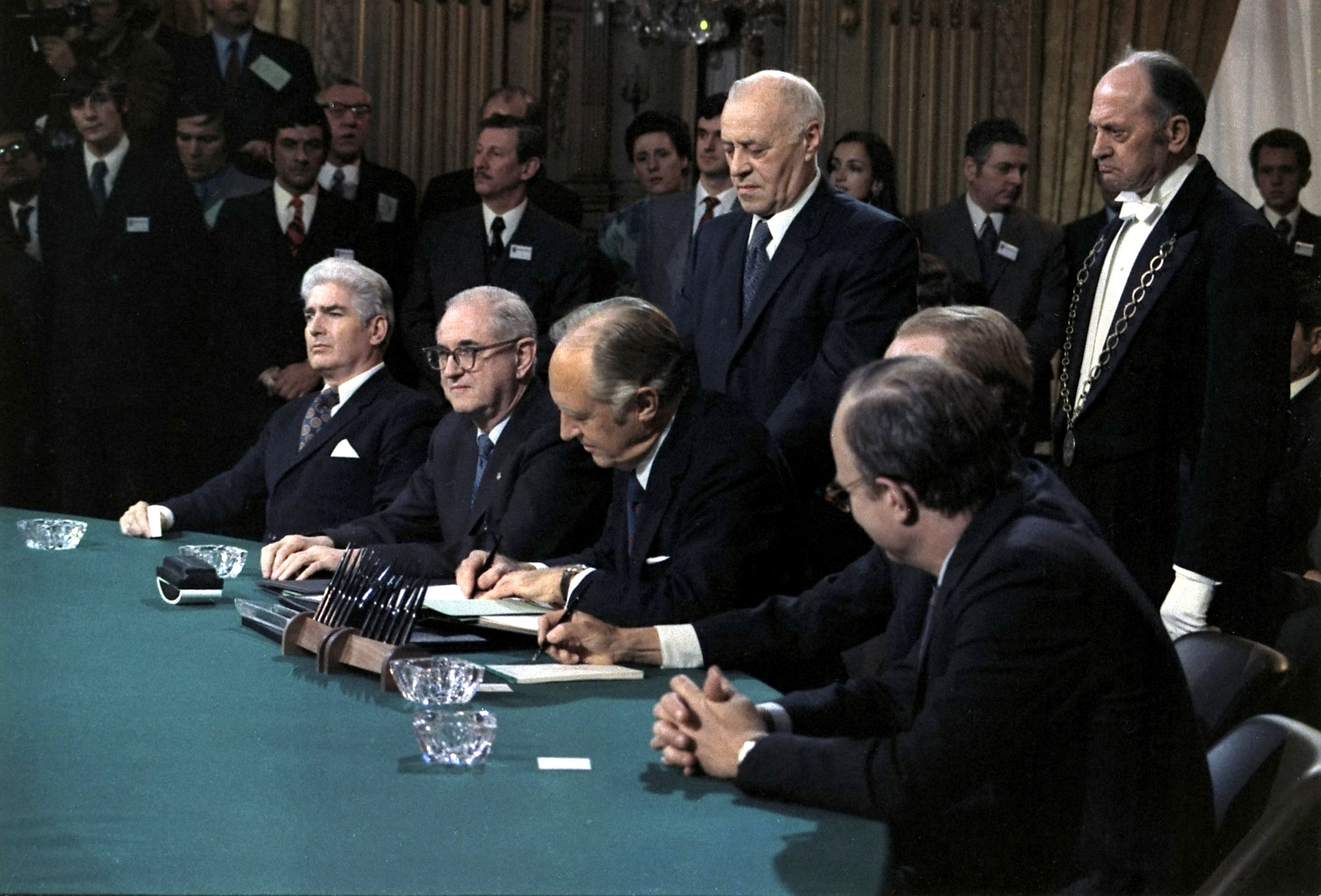
Pařížská mírová konference

Síla náletů přinutila komunisty poprvé seriózně zasednout k jednacímu stolu. Dohoda mezi USA, Jižním Vietnamem, Vietkongem a Severním Vietnamem byla nakonec podepsána 27. ledna 1973 v Paříži. Dne 28. ledna 1973 v 08.00 hodin saigonského času měly ustat bojové operace všech bojujících stran a USA měly stáhnout zbytek svých vojáků z Vietnamu nejpozději v průběhu následujících 60 dní. To také do 29. března 1973 učinily. V zemi zůstalo pouze několik civilních poradců při správních úřadech a armádě Vietnamské republiky. V roce 1973 dostali Nobelovu cenu za mír americký diplomat Henry Kissinger a vietnamský revolucionář Lê Đức Thọ, který ji odmítl, řka, že v zemi stále není mír.[zdroj?]
Jihovietnamský prezident Thieu označil dohodu za faktickou kapitulaci své země, protože dobře věděl, že komunisté ji budou ignorovat. Komunisté ji ignorovali i přesto, že do Vietnamu byla vyslána mezinárodní mise, která měla na její dodržování dohlížet. Thieu to však musel akceptovat, dohoda by byla platná i bez toho, že by ji nepodepsali představitelé Jižního Vietnamu, země, na jejímž území probíhal v podstatě celý konflikt. Rozdíl by byl jen v tom, že potom by už Jižní Vietnam nemohl očekávat ze strany USA jakoukoliv pomoc. Právě v té době (začátek roku 1972) propukla v USA aféra Watergate a Vietnam se naráz ztratil ze sféry zájmů amerických politických špiček. Nepomohlo ani ubezpečení Nixona, že USA podpoří Jižní Vietnam v případě jakékoliv severovietnamské agrese. Od počátku příměří do konce roku 1974 zahynulo v bojích s komunisty 14 000 vojáků ARVN.[zdroj?]

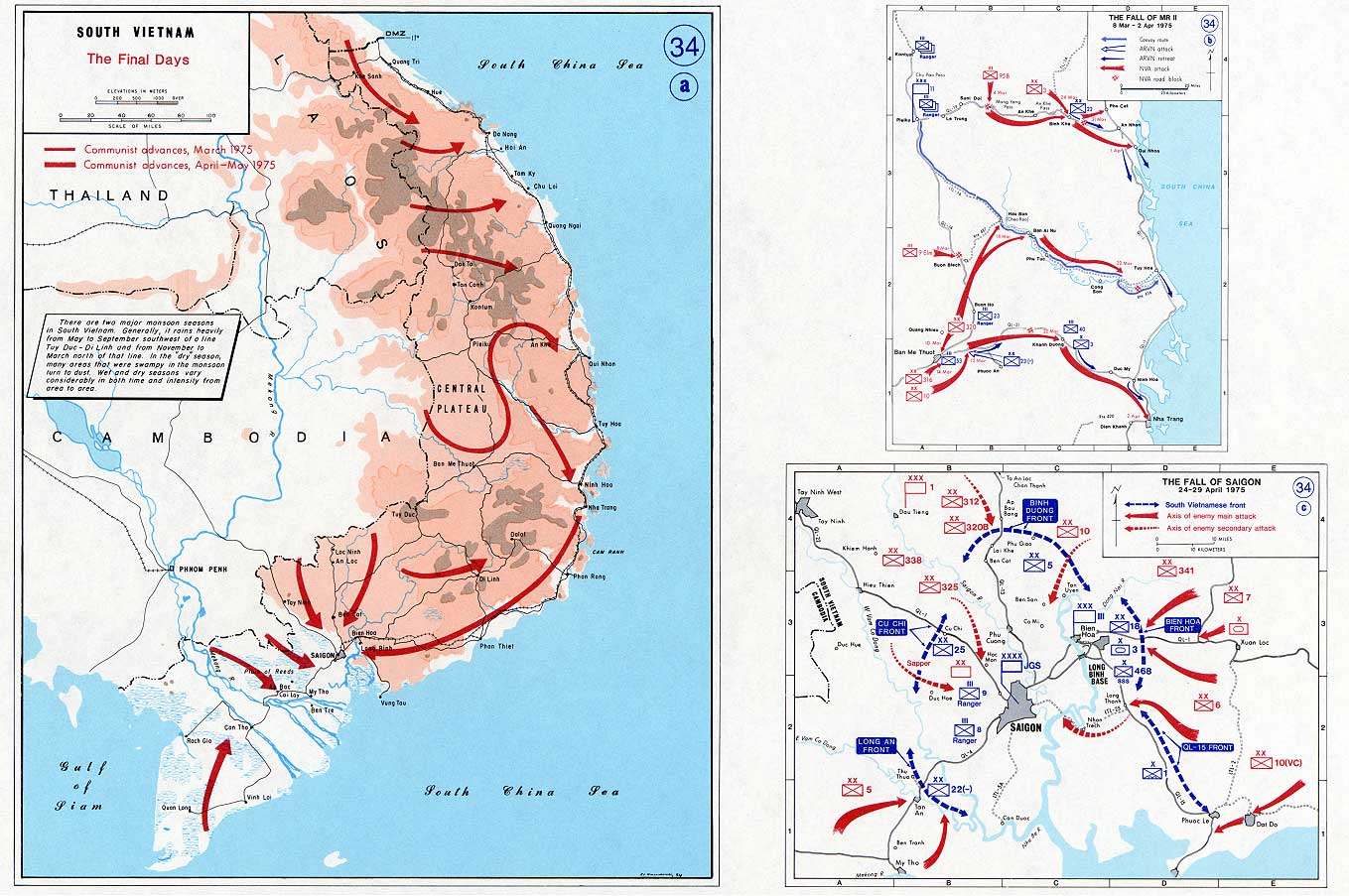
Závěrečné boje

Komunisté, celkem jistí, že USA už nebudou zasahovat do bojů, začátkem roku 1975 začali další ofenzívu. Zprvu opatrně zkoušeli reakce Jihovietnamců. Ti byli v té době postiženi nejen nízkou morálkou, ale už i nedostatkem náhradních dílů a munice, kterou je teď už velmi nedostatečně zásobovaly USA. Začátkem února nečekaně padla po týdenních bojích Centrální vysočina. Nebyla žádná šance, že by bylo možné zachránit celou zemi, padlo rozhodnutí bránit jen pobřežní oblasti.[zdroj?]
Proudy utečenců z Centrální vysočiny se spolu s ustupujícími vojáky staly lehkým terčem, zatímco se blížily k Tuy Hoa, kam z původních 200 000 dorazila 25. března zhruba třetina. Mezitím jednotky o síle pěti divizí VLA prorazily přes Quang Tri a blížily se k Hue, další jednotky přeťaly cestu č. 1 mezi Hue a Da Nangem, a tak zpečetily osud starého císařského města. To komunisté dobyli 26. března. Zbytek demoralizovaných jednotek ARVN v oblasti se soustředil okolo Da Nangu. Město bylo přeplněné utečenci a vojáky. Na město zaútočily 4 divize VLA. Jejich útoku však předcházela silná dělostřelecká příprava. Ve městě vypukl chaos a po tom, co ho opustila většina velících důstojníků, už 100 000 vojáků ARVN a domobrany v městě neznamenalo žádnou vojenskou sílu. Město padlo prakticky bez boje 30. března. Jihovietnamci dočasně zastavili komunisty 60 km od Saigonu. 22. dubna po týdenních bojích i tato obranná linie podlehla přesile. Začaly boje o Saigon.[zdroj?]

## Dobytí Saigonu

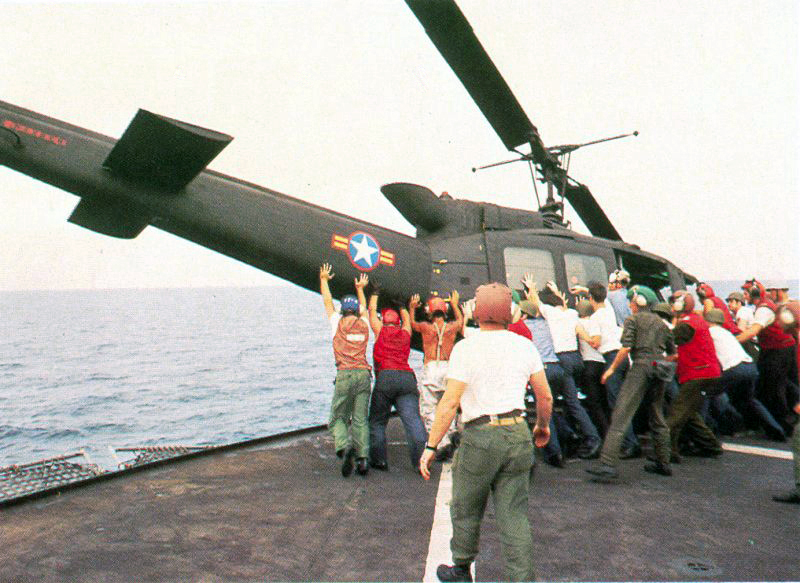
Posádka letadlové lodi USS Midway shazuje z paluby jihovietnamský vrtulník UH-1H, aby mohla přistát jihovietnamská Cessna O-1

K vietnamskému pobřeží se přiblížily lodě americké 7. floty. Jejich úlohou byla evakuace amerických občanů a aspoň části Vietnamců, které by po obsazení země čekala nejistá budoucnost. Kódové jméno této operace znělo Frequent Wind. Hlavní americkou silou byly letadlové lodě USS Hancock (CV-19), USS Midway (CV-41), USS Enterprise (CVN-65), USS Coral Sea (CV-43) a vrtulníková výsadková loď USS Okinawa (LPH-3). Přistávací zóny se nacházely na základně Tan Son Nhut a v areálu amerického velvyslanectví v Saigonu. Američanům se podařilo evakuovat přes 8000 lidí. Do oblasti přistávacích zón se tlačily obrovské davy vietnamských civilistů a vojáků. Při odletu posledních vrtulníků se museli američtí námořní pěšáci před rozhněvanými zástupy bránit slzným plynem a pažbami zbraní. Na základně Tan Son Nhut byly zaznamenány i poslední americké ztráty, když severovietnamské dělostřelecké granáty usmrtily dva příslušníky Námořní pěchoty Spojených států. Ani jednomu z nich ještě nebylo 21 let. Americké a vietnamské vrtulníky přivážely utečence na letadlové lodě, a jejich paluby se brzy přeplnily. Američané byli nuceni překážející vrtulníky (mající hodnotu více než 250 000 dolarů) shazovat z palub lodí do moře. (USA ztratily v průběhu let 1962–1973 v jihovýchodní Asii 4 860 vrtulníků, z toho 2588 v boji). Podařilo se však evakuovat 1 373 amerických občanů a přibližně 5 955 Vietnamců.[zdroj?]
Marnou obranu Saigonu prorazilo 10 komunistických divizí. Dělostřelecká palba ustala a městem se valily tanky T-54 od 203. tankového pluku armády VDR. Tank s číslem 843 prorazil bránu prezidentského paláce Doc Lap a ve 12:12 místního času dne 30. dubna zavlála nad prezidentským palácem vlajka Vietkongu. Následující den, 1. května 1975, skončila Vietnamská válka, pokračovala občanská válka mezi komunistickými silami a jejich opozicí, která trvala krátce a skončila likvidací opozice.[zdroj?]
2. července 1976 vznikla sjednocením Vietnamské demokratické republiky a Vietnamské republiky Vietnamská socialistická republika.[zdroj?]

### Následky války ve Vietnamu pro USA

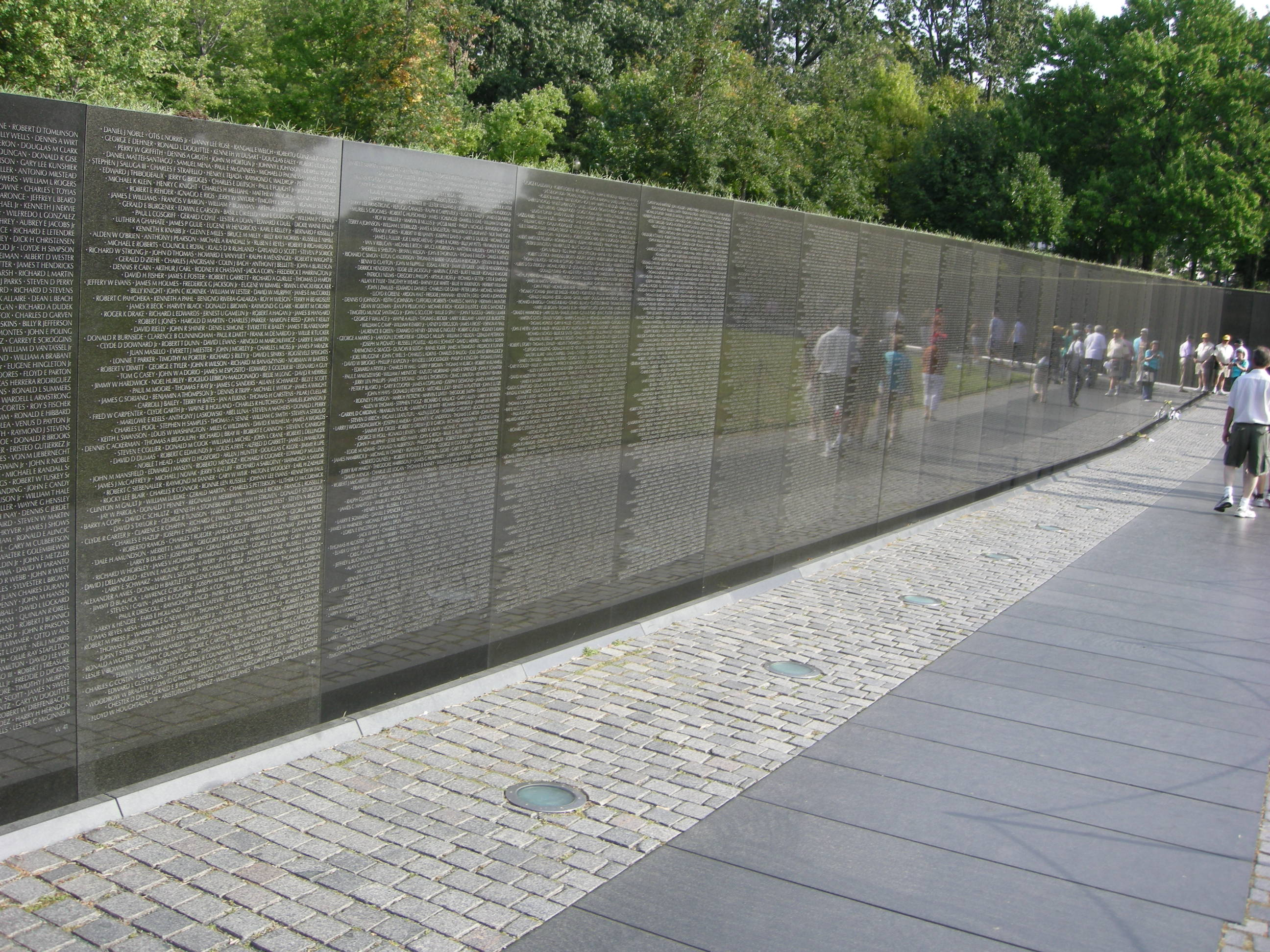
Vietnam Veterans Memorial, Washington, D.C.

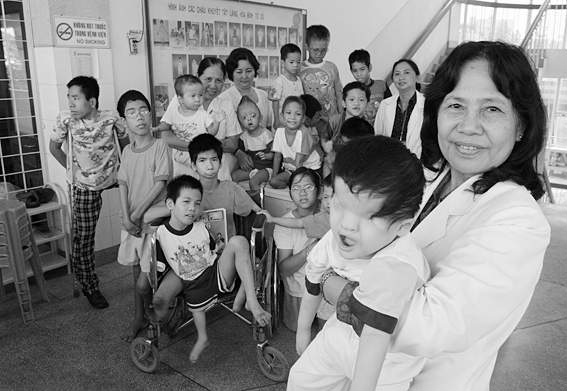
Vietnamské děti postižené chemikálií Agent Orange. Fotografie z roku 2004.

Americká strana přiznává, že během války ztratila 58 202 vojáků (asi 8000 padlých tvořili letci). Toto číslo zahrnuje i 2400 pohřešovaných. 300 000 vojáků bylo raněných, 153 000 z nich těžce. 10 000 Američanů muselo podstoupit amputaci končetiny. Ve srovnání s druhou světovou válkou vzrostl počet raněných, kteří přežili, o 300 %. Přibližně 10 800 Američanů přišlo o život při nebojových situacích, jako byly havárie vrtulníků a letadel, nebo při dopravních nehodách. Zhruba 20 % amerických ztrát (čili asi 10 000 padlých) bylo způsobeno vlastní palbou.[zdroj?]
Amerika vstoupila do války s heslem boje za svobodu jižního Vietnamu, avšak později se projevily i zájmy politické. Válka je dodnes po světě vnímána jako součást studené války či války proti komunismu. Vietnamem prošlo 2,6 milionu Američanů, z nichž zhruba 1 až 1,6 milionu bylo vystaveno pravidelně nebo se vícekrát v boji setkalo s nepřítelem. Asi 60 000 veteránů do roku 1982 spáchalo sebevraždu nebo zemřelo na předávkování drogami. Množství z nich si desítky let nemohlo najít adekvátní zaměstnání. Průměrný věk Američana bojujícího ve Vietnamu byl 22 let (během 2. světové války to bylo 26 let), přičemž 61 % padlých bylo mladších 21 let.[zdroj?]
V roce 1984, více než 10 let po skončení války, byla ve Washingtonu postavena „Stěna“ – památník, na kterém jsou zapsána jména všech padlých a nezvěstných amerických vojáků, kteří bojovali ve Vietnamu.[zdroj?]

### Následky pro Vietnam a Laos
Americká chemická zbraň Agent Orange, která ničila porost a kontaminovala půdu, zasáhla přes 4 miliony obyvatel Vietnamu, z toho tři čtvrtiny trpí nemocemi a defekty. Látka jim poškodila přímo genetickou výbavu, proto se oběti trpící těmito příznaky rodí dodnes. Nevybuchlá munice zabila od roku 1975 více než 42 tisíc lidí.
Při leteckém bombardování Severního Vietnamu v letech 1965 až 1968, nazvaném Operace Rolling Thunder, zemřelo až 182 000 severovietnamských civilistů.
Odhaduje se, že při americkém bombardování Laosu zahynulo až 350 000 civilistů. Na území Laosu je stále na 80 milionů nevybuchlých min a bomb.

## Fotografie

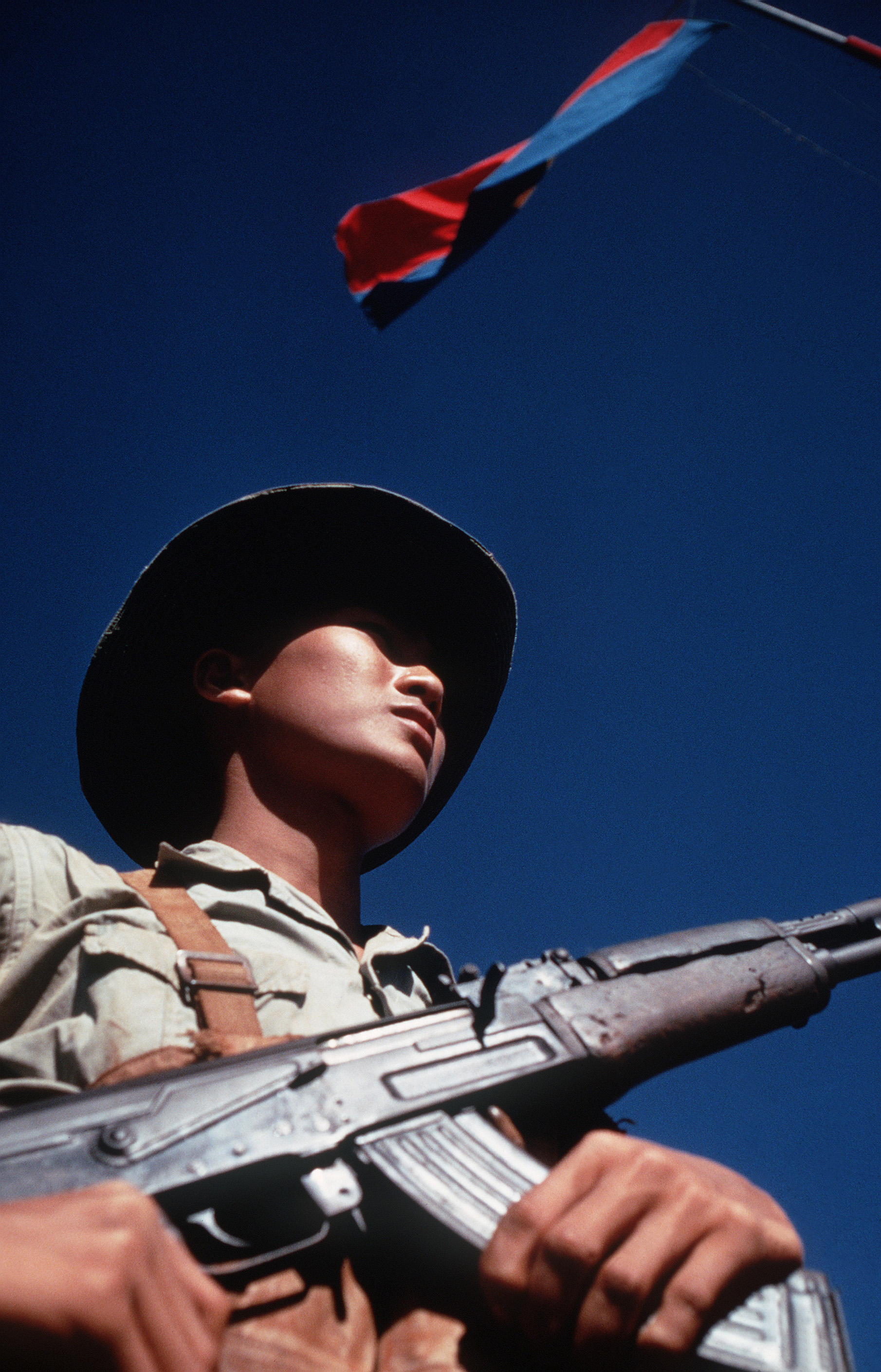
Voják severního Vietnamu
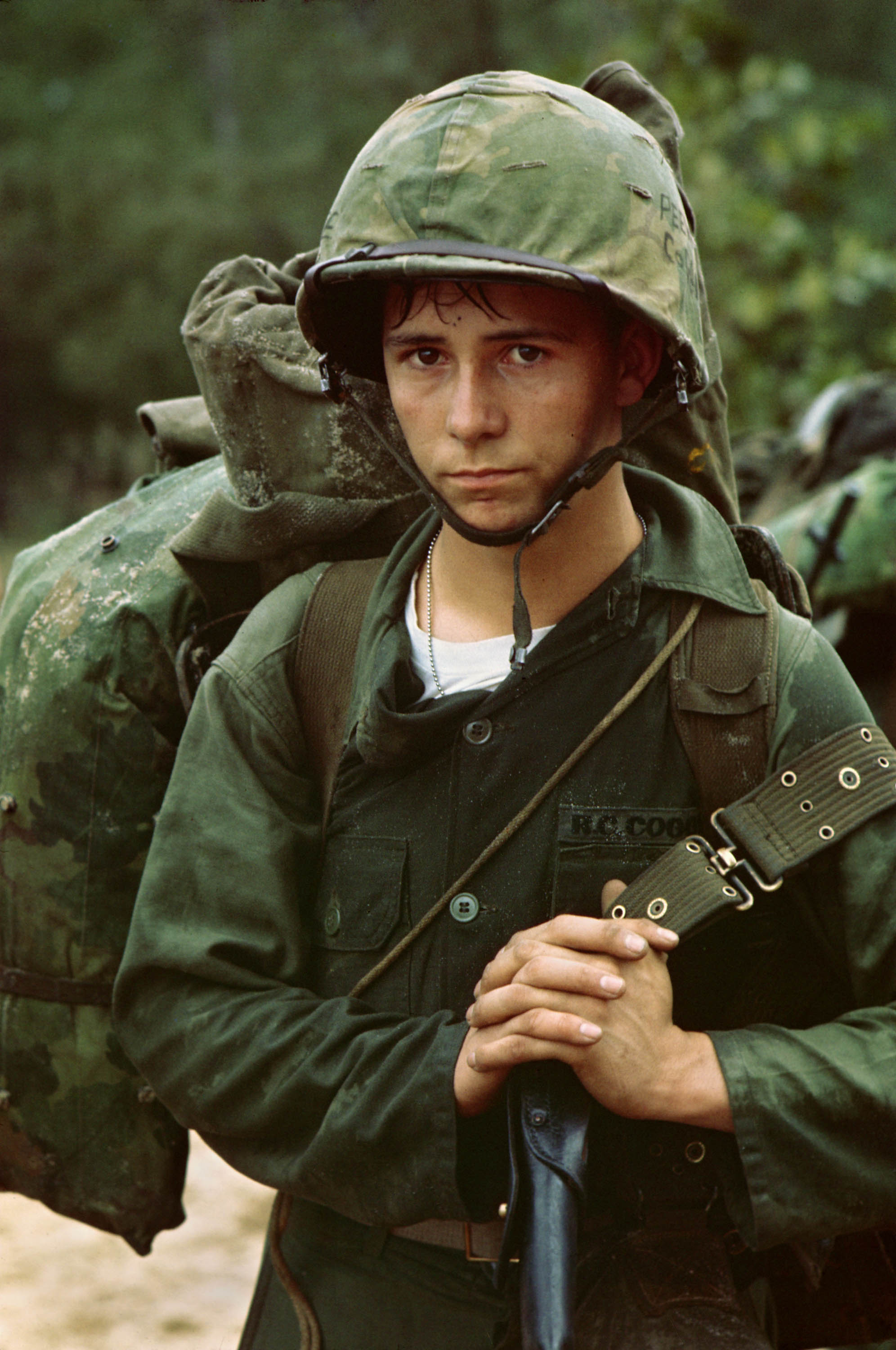
Řadový americký voják
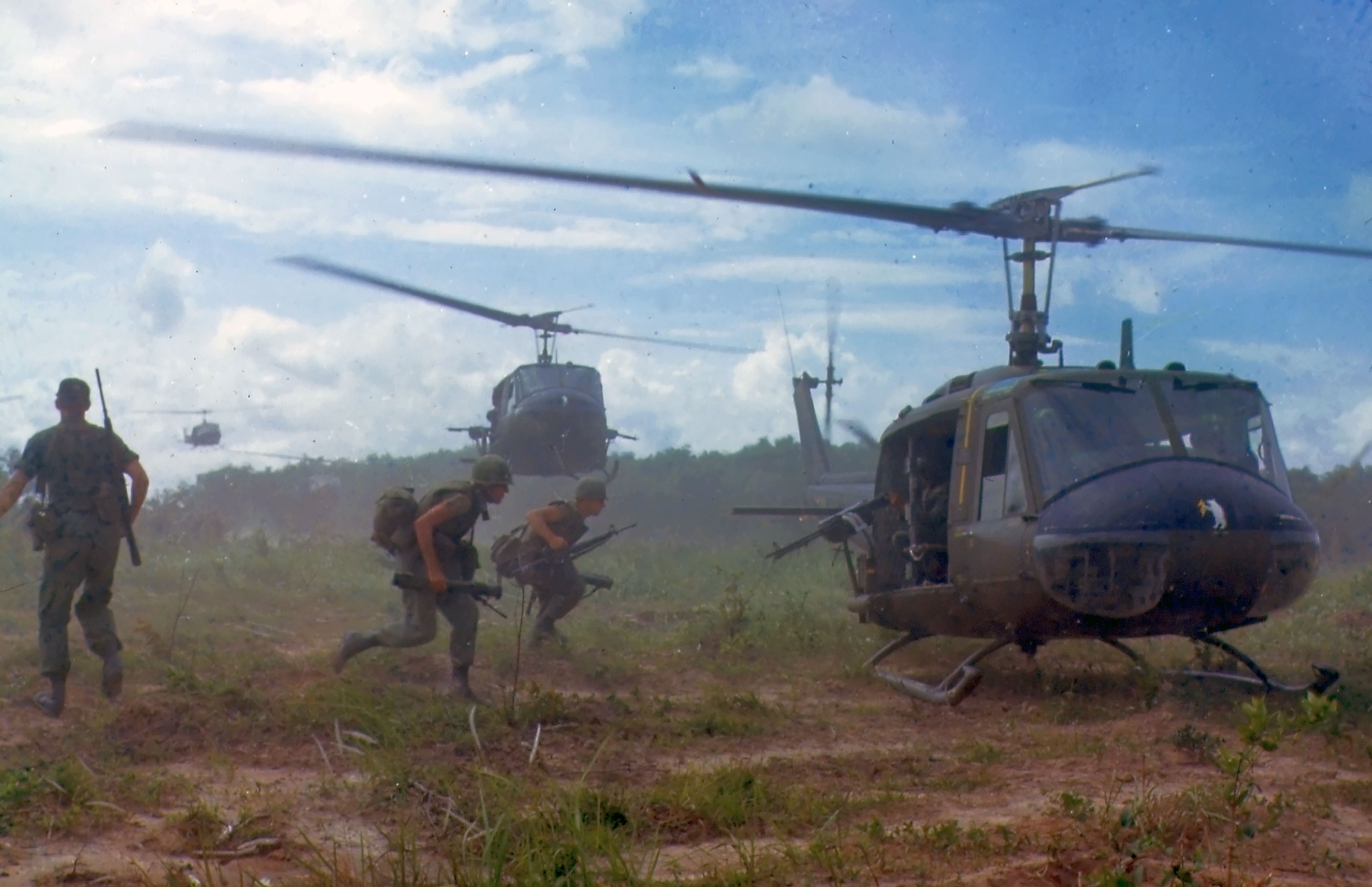
Helikoptéry UH-1 armády USA v boji
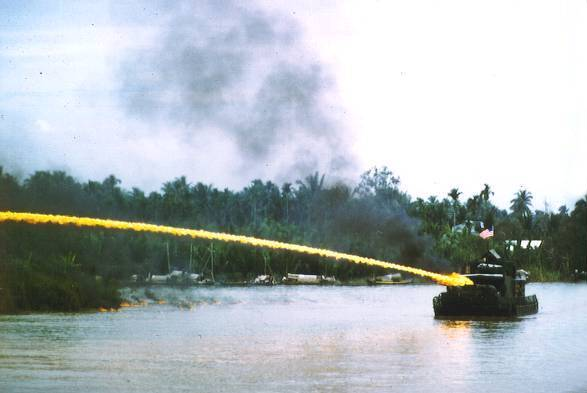
Americké plavidlo používá napalmový plamenomet
Výbuch napalmu při útoku na pozice Vietkongu
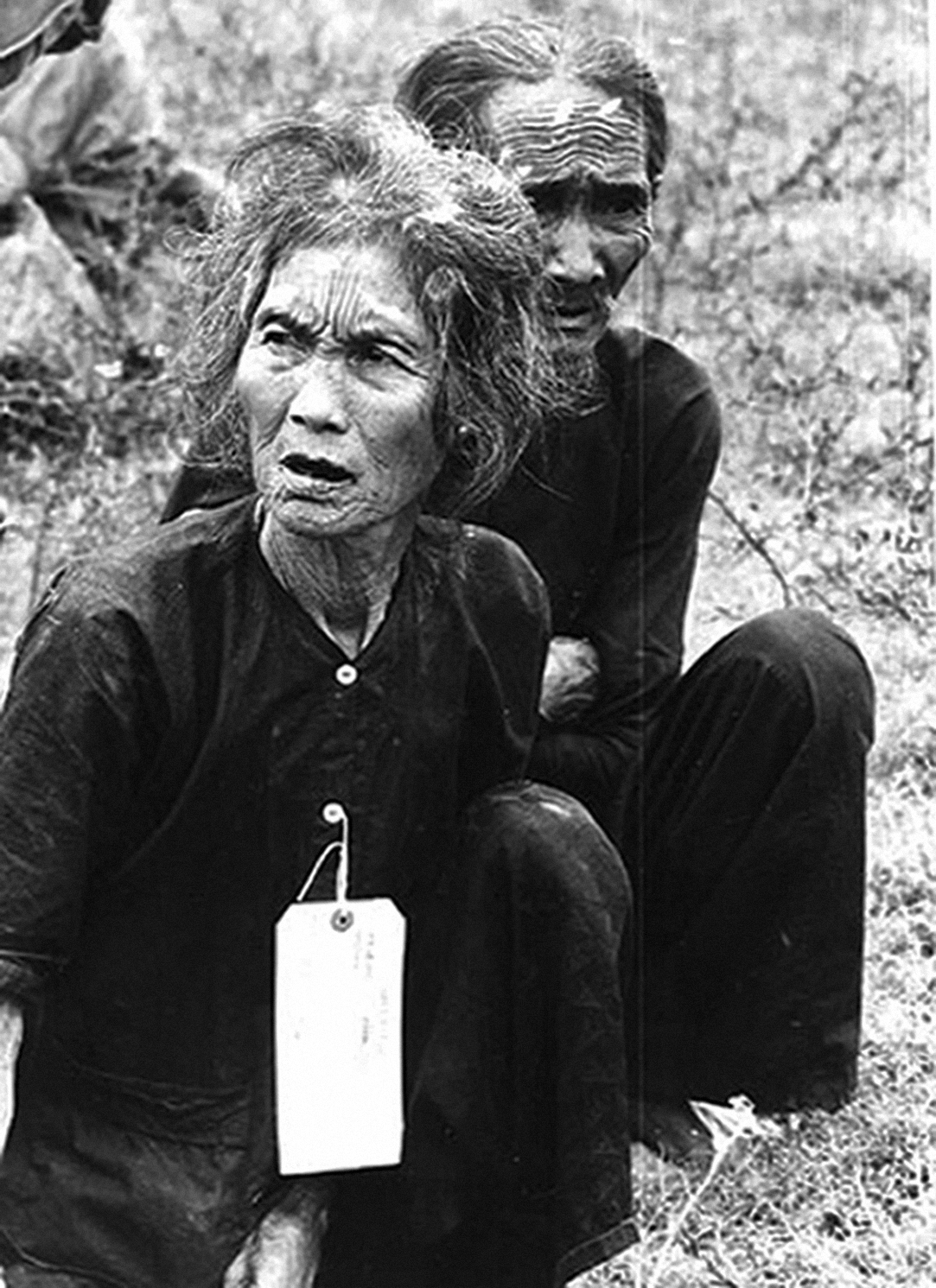
Vietnamští rolníci podezřelí ze spolupráce s Vietkongem
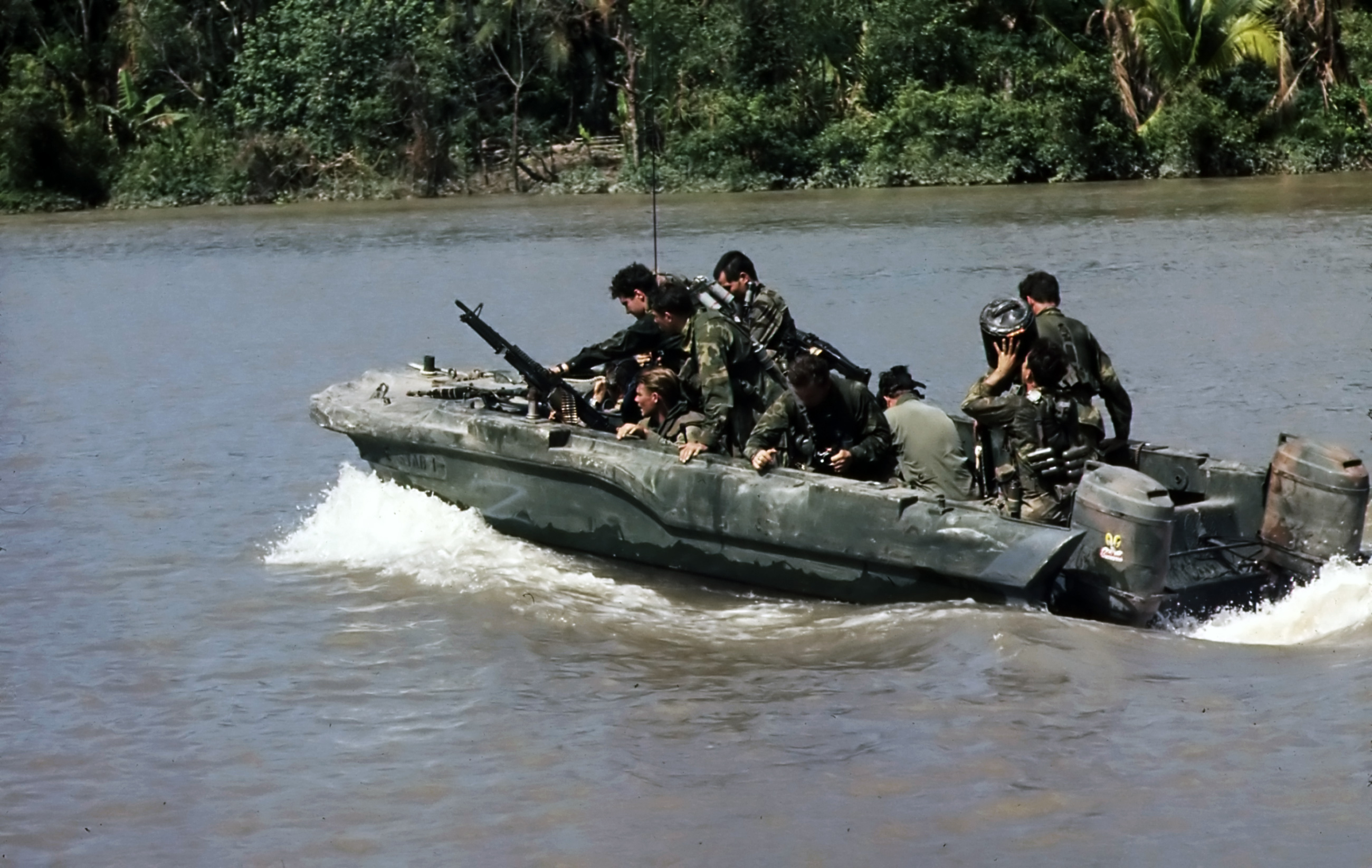
Americký předvoj na průzkumu
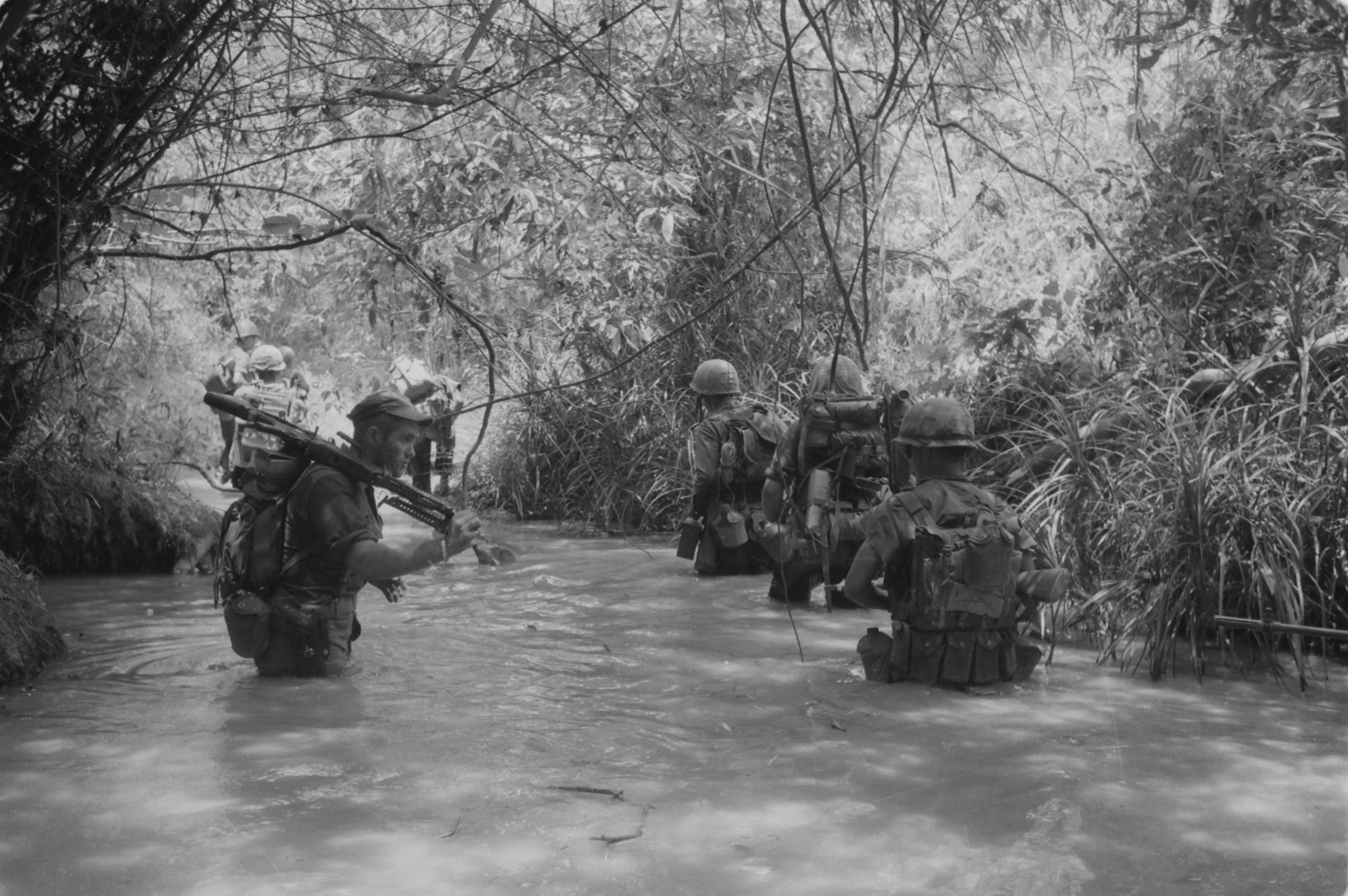
Americké jednotky v povodí řeky Dong Ha
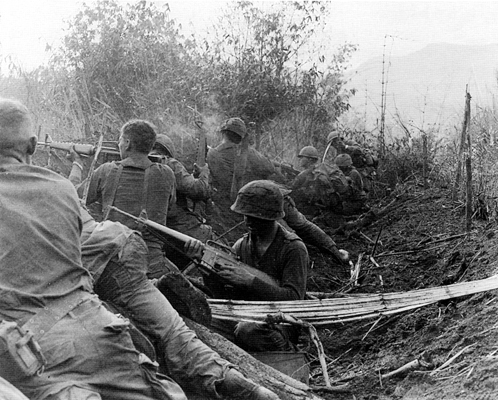
Jednotky 101. výsadkové divize
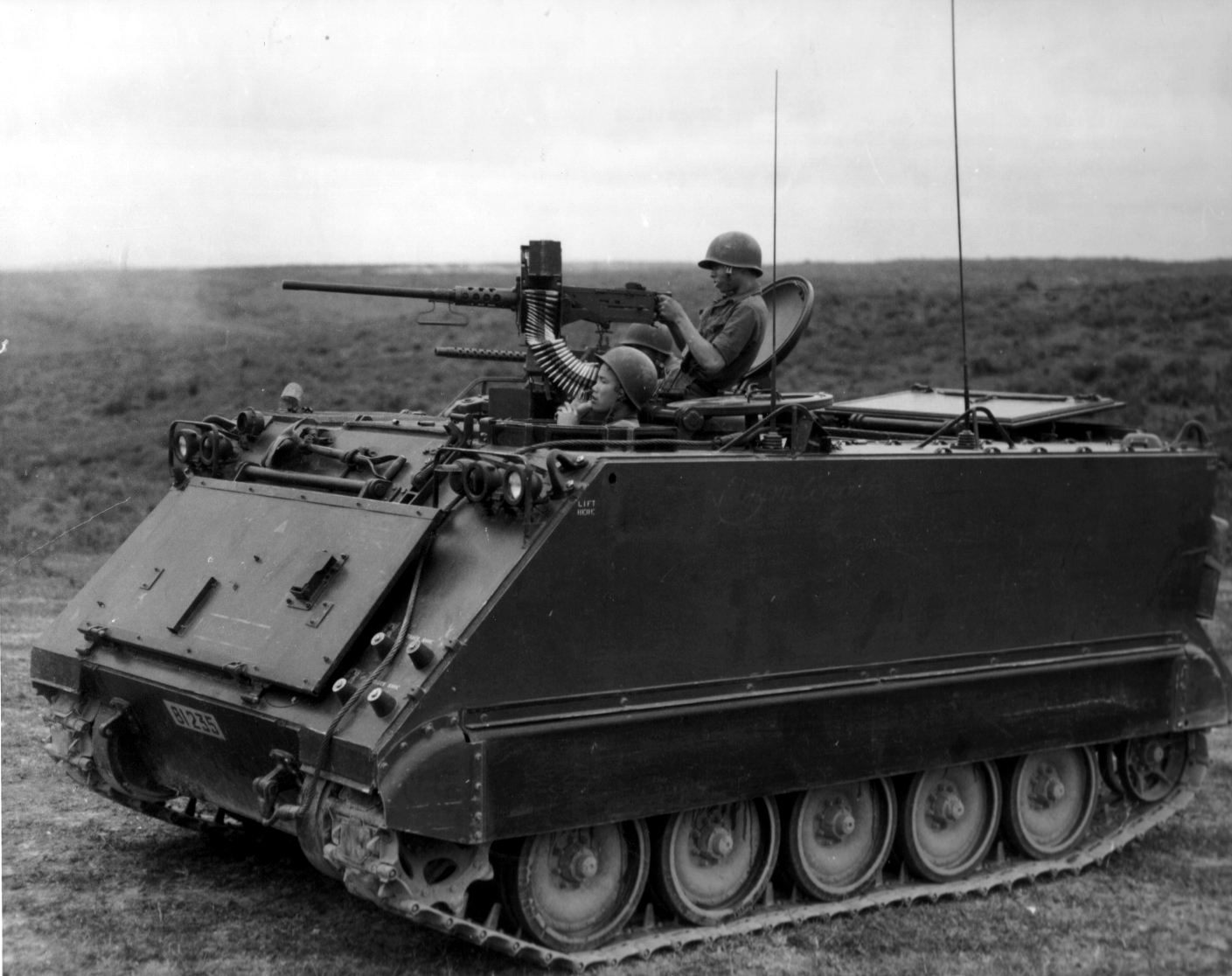
Obrněný transportér M113 v akci
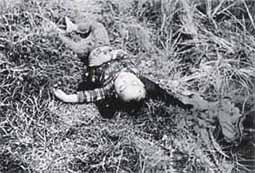
Oběť masakru ve vesnici Phong Nhi spáchaného vojáky z Jižní Koreje
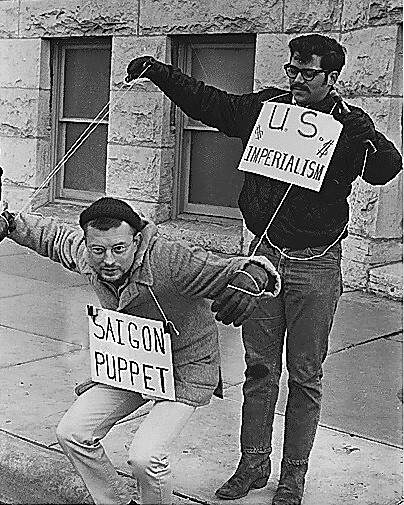
Protiválečné demonstrace
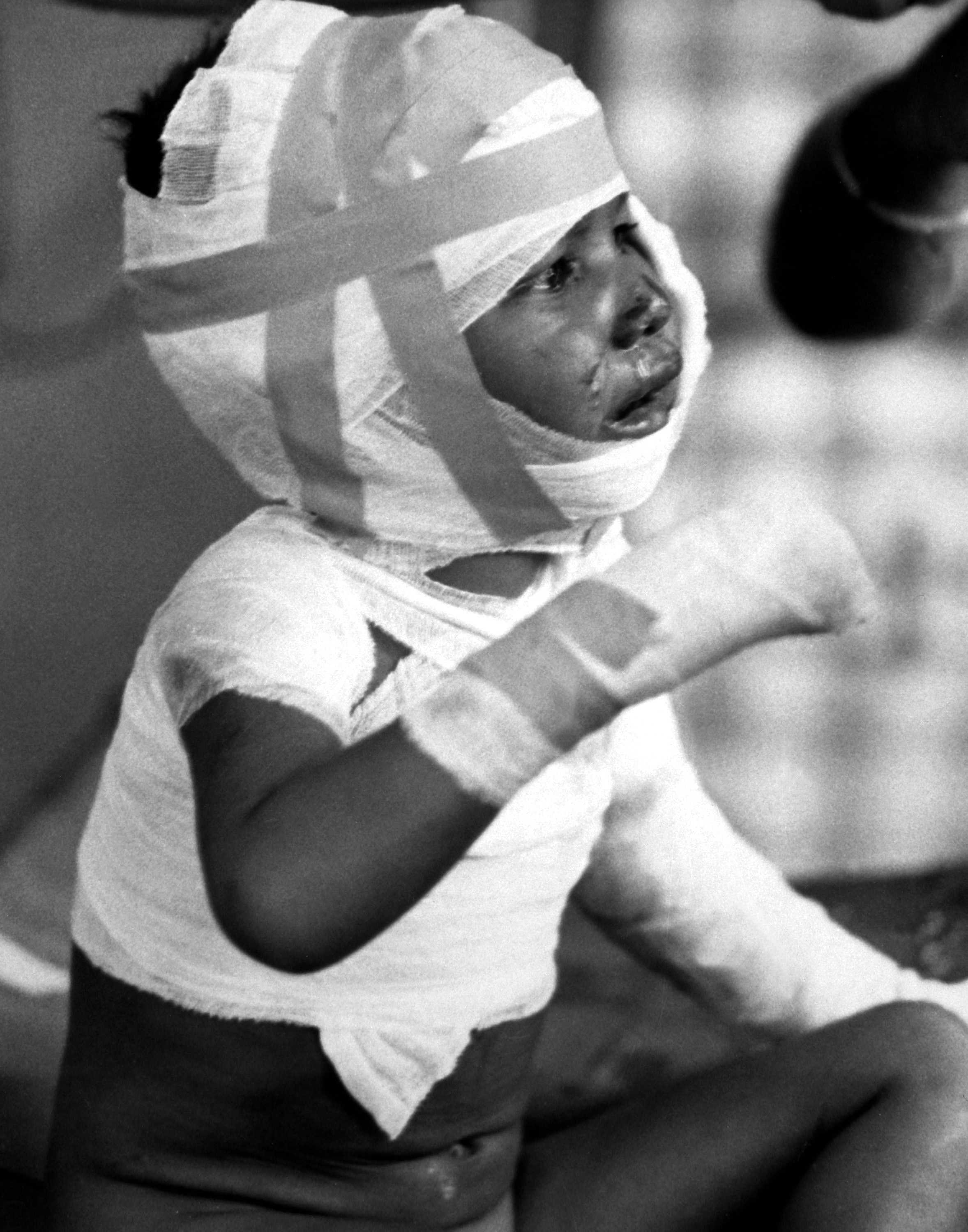
Oběť masakru v Dak Son, který spáchal Vietkong
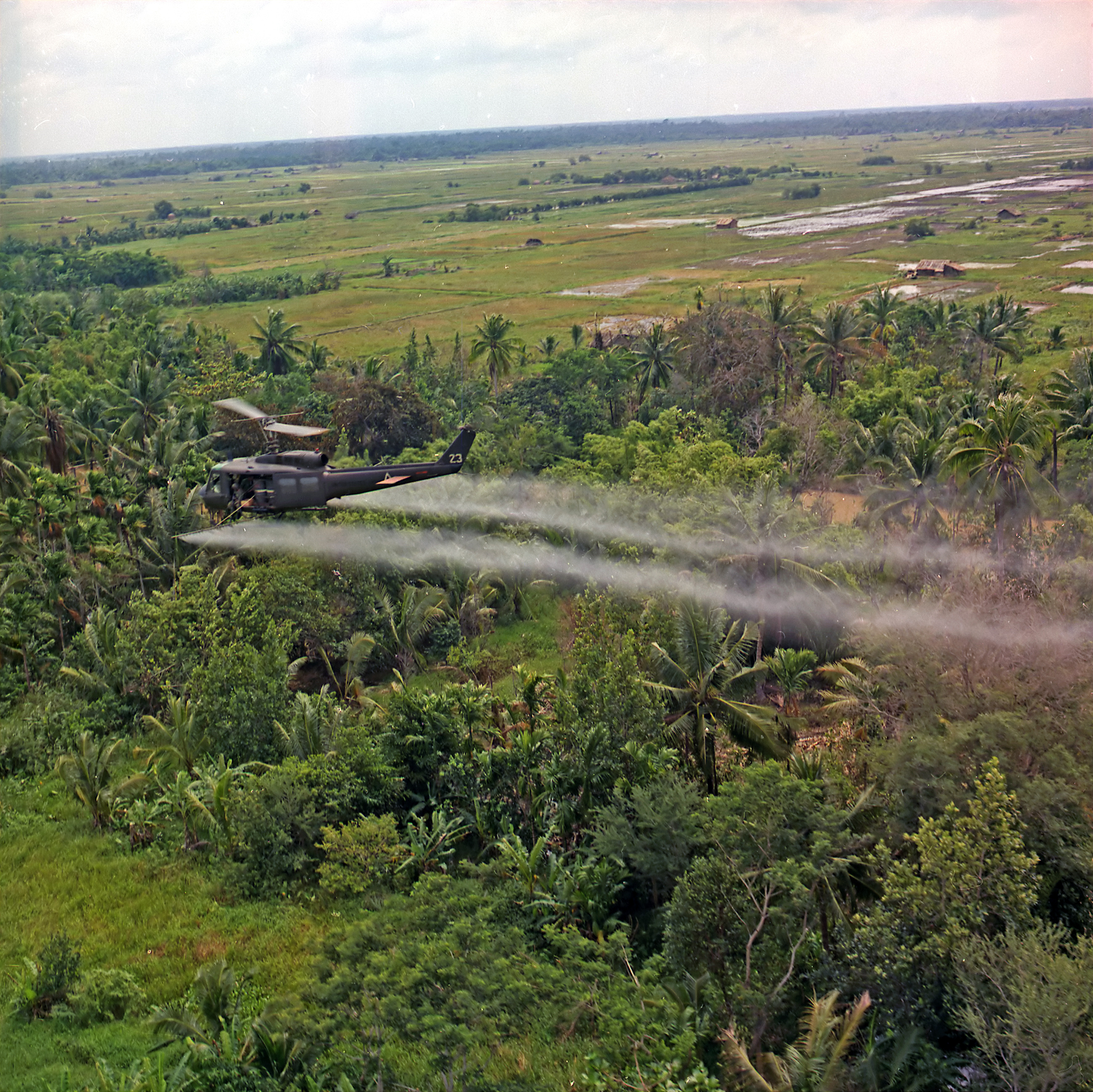
Vrtulník rozprašuje defoliant v deltě Mekongu
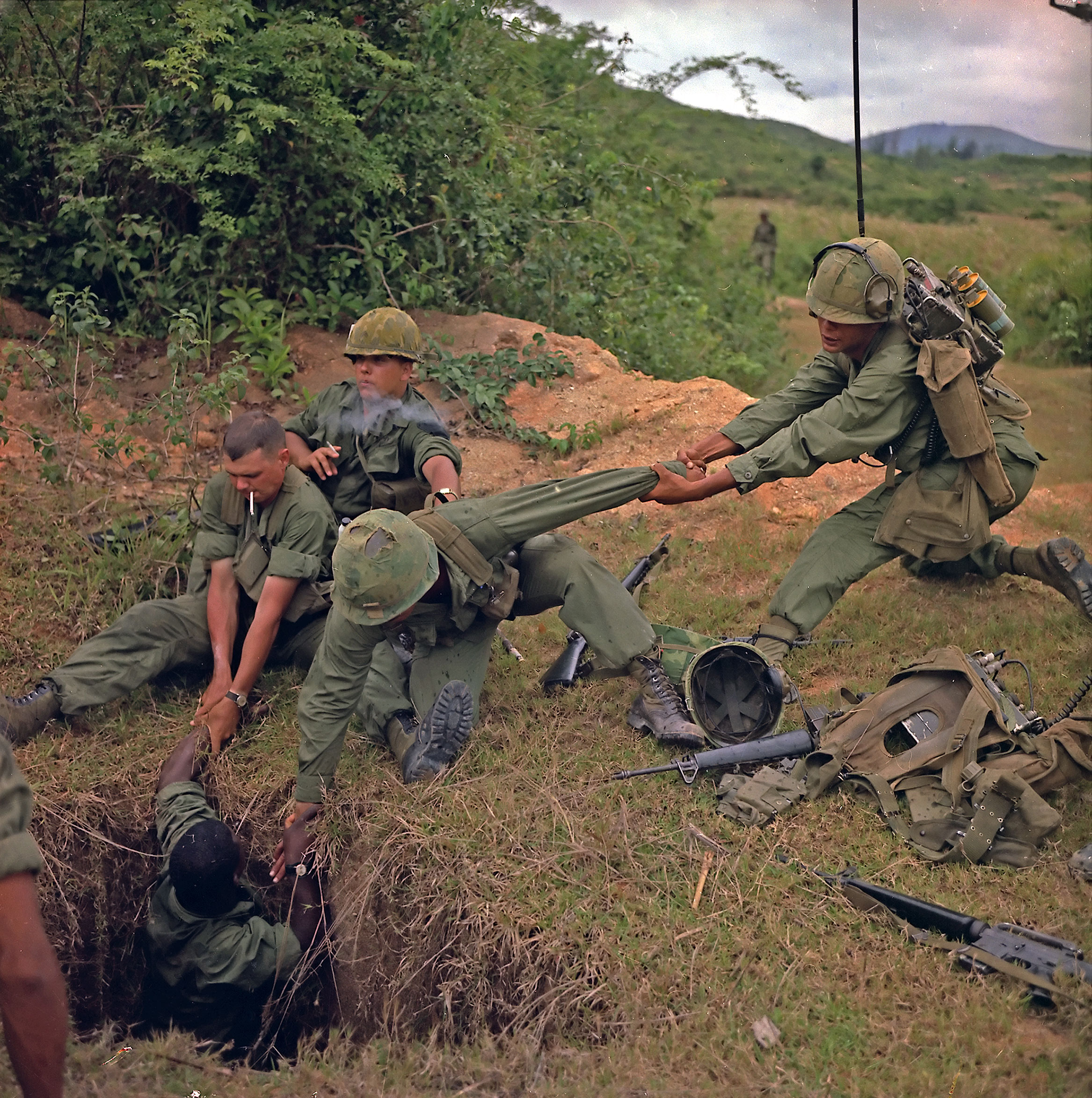
Průzkum tunelů Vietkongu
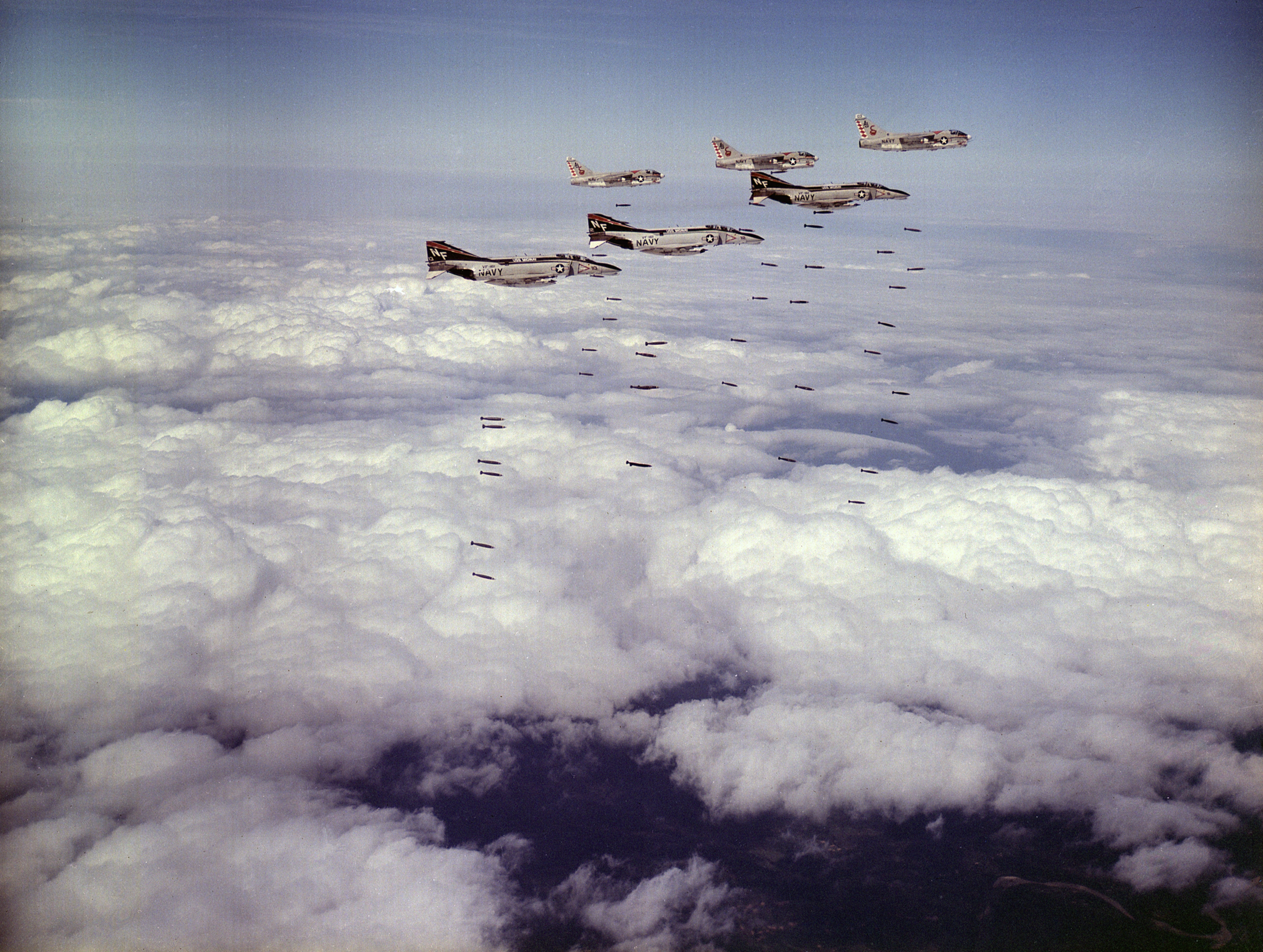
Od roku 1972 byla americká účast omezena na leteckou podporu, stroje F-4N Phantom II a Vought A-7 Corsair II (zadní trojice)
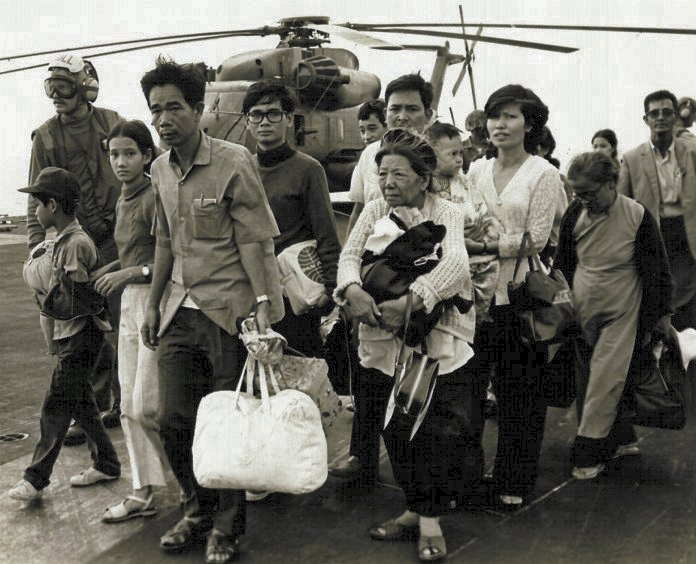
Evakuace vietnamských civilistů na americké letadlové lodi
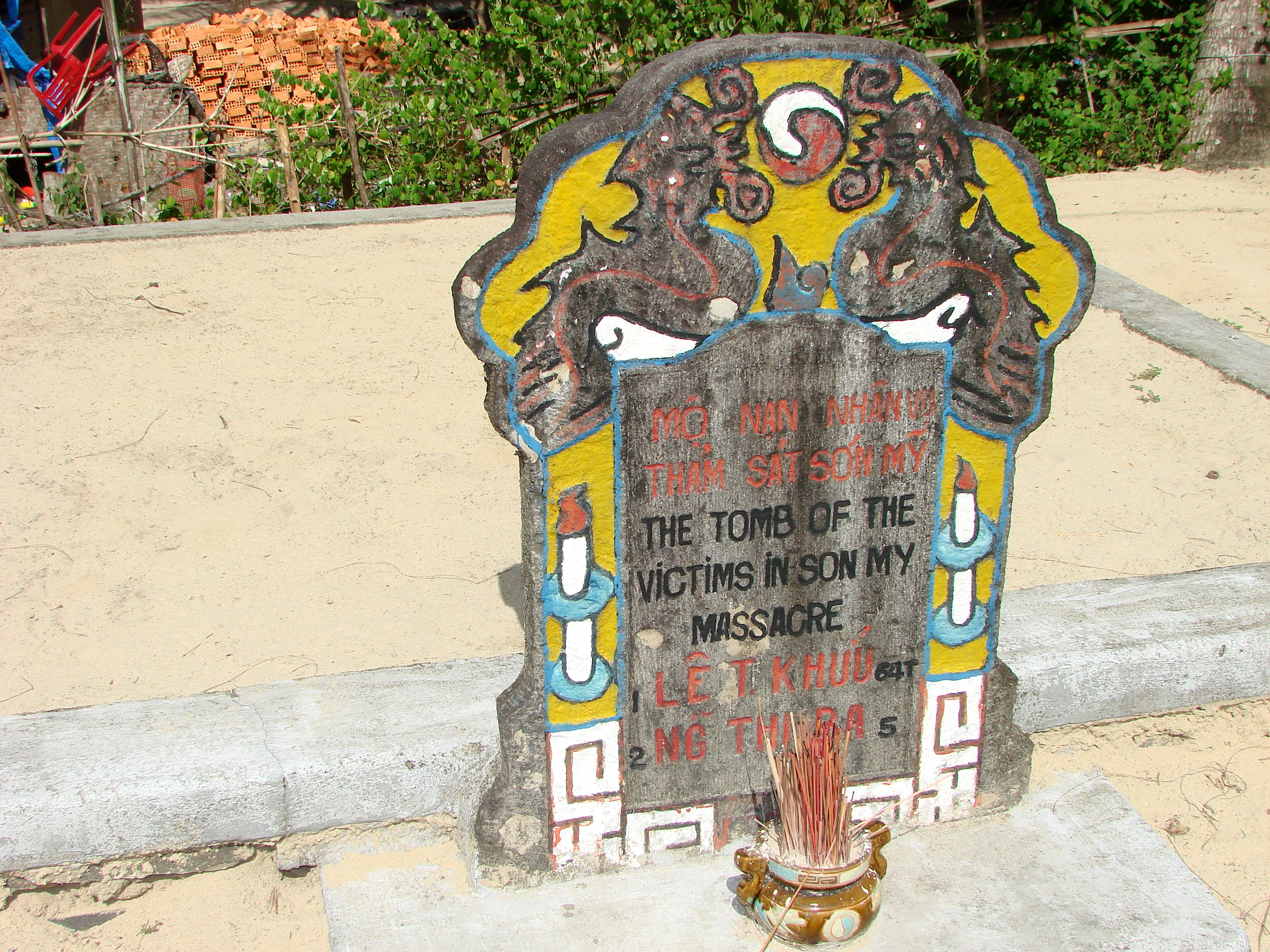
Památník obětem masakru v My Lai
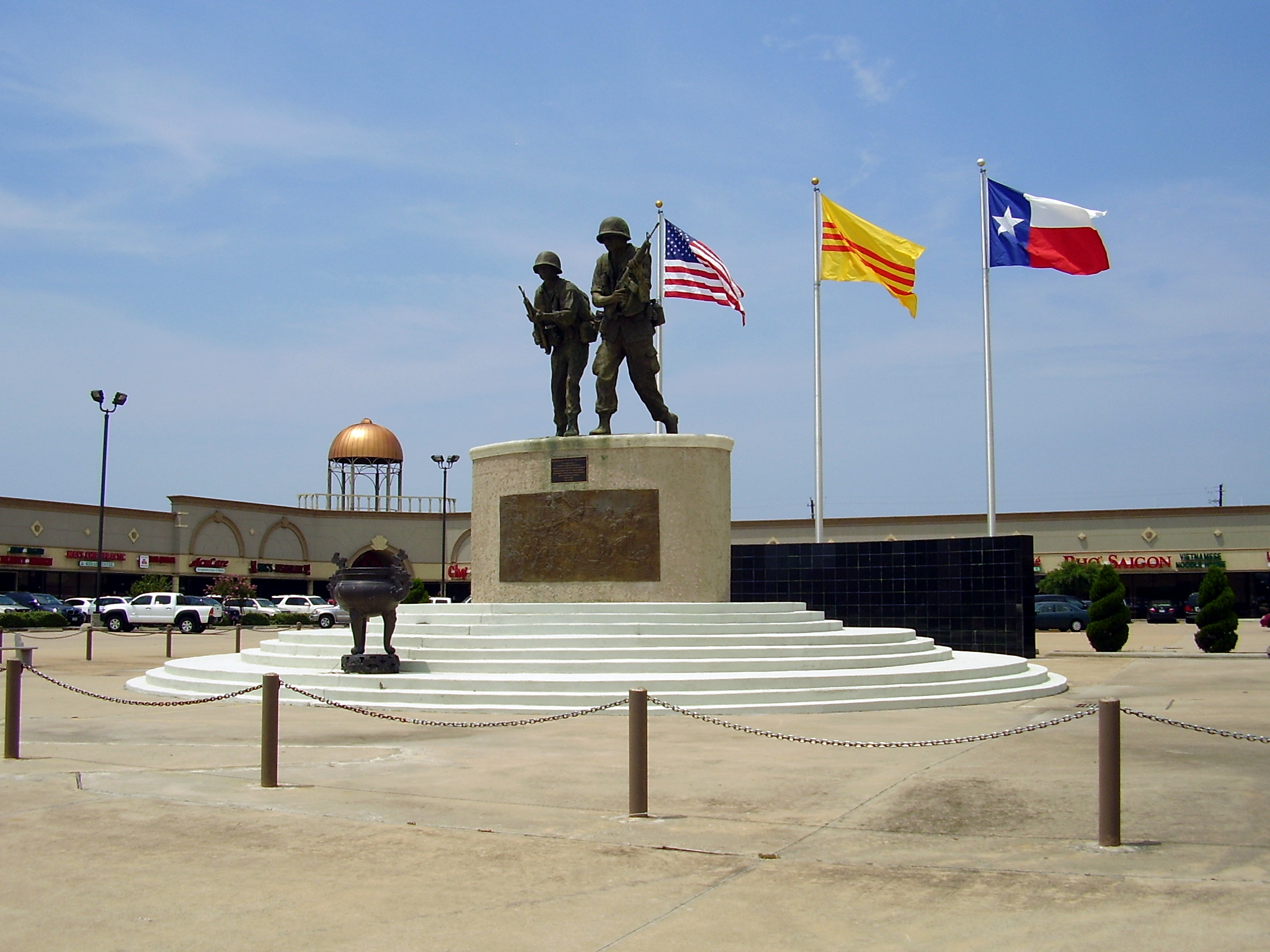
Válečný památník v Houstonu
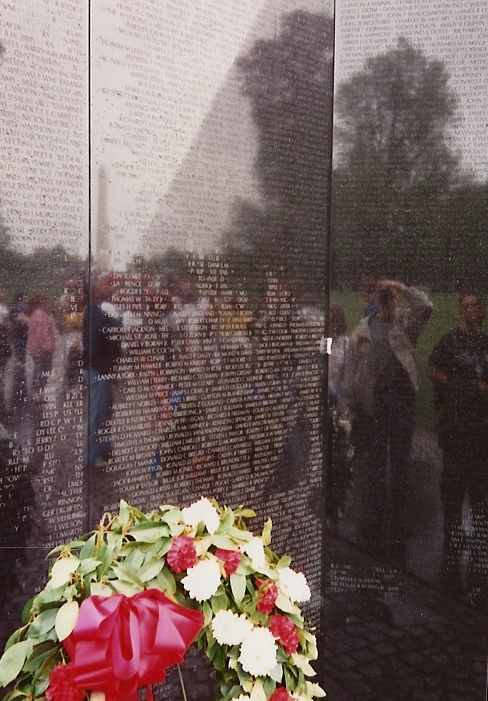
Plakety se jmény padlých na americké straně
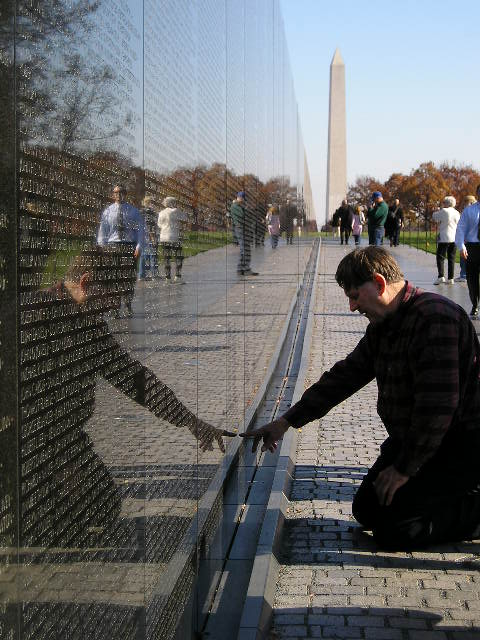
Veterán hledající jméno kamaráda

## Filmografie
- Zelené barety (1968)
- Lovec jelenů (1978)
- Apokalypsa (1979)
- Nezvěstní v boji 1+2 (1984+1985)
- Četa (1986)
- Olověná vesta (1987)
- Hamburger Hill (1987)
- Obléhání základny Gloria (1989)
- Oběti války (1989)
- Narozen 4. července (1989)
- Železný trojúhelník (1989)
- Jasná lež (1998)
- Tábor tygrů (2000)
- Údolí stínů (2002)
- The Vietnam War (2017)
- Na pivo do první linie (2022)